# Sizilien
Sizilien (italienisch und sizilianisch von gleichlautend lateinisch Sicilia) ist mit 25.426 km² die größte Insel im Mittelmeer. Sie liegt südwestlich von Kalabrien, der „Stiefelspitze“ Italiens. Gemeinsam mit einigen ihr vorgelagerten kleineren Inseln bildet sie die Autonome Region Sizilien der Italienischen Republik.
Die im Allgemeinen gebirgige Insel ist von zahlreichen Flüssen durchzogen. Die meisten der Seen Siziliens sind künstlich angelegte Stauseen. Das geographisch markanteste Merkmal Siziliens ist der Vulkan Ätna. Die größten Städte sind Palermo, die Hauptstadt der Autonomen Region, sowie Catania, Messina und Syrakus.
In der Antike siedelten neben den einheimischen Völkern auch Griechen und Karthager auf der Insel, die als Hauptgebiet der Magna Graecia galt und seit 241 v. Chr. zum Römischen Reich gehörte. Giuseppe Tomasi di Lampedusa nennt Sizilien das „Amerika der Antike“. Im Mittelalter prägten insbesondere Araber, Byzantiner und Normannen Sizilien, unter diesen entstand das Königreich Sizilien. All diese Kulturen hinterließen deutliche Spuren auf der Insel.

## Name
Der Name Sizilien ist abgeleitet von altgriechisch Σικελίη Sikelíē oder – je nach Dialekt – Σικελία Sikelía und bezieht sich auf die Sikeler, die zur Zeit der griechischen Kolonisation den Osten der Insel bewohnten. Zuvor genutzte ältere Bezeichnungen sind Τρινακρία Trinakría, wörtlich „Dreikap“, was auf die Dreiecksform der Insel Bezug nimmt, und Σικανία Sikanía mit Bezug auf die Sikanen, andere nichtgriechische Bewohner der Insel. Auf Arabisch wurde die Insel صقلية‎ Siqilliyya genannt.

## Geografie

### Lage und Form
Von der Apenninhalbinsel ist Sizilien durch die Straße von Messina (italienisch Stretto di Messina) getrennt, eine Meerenge, die an der schmalsten Stelle etwa drei Kilometer breit ist. Die Entfernung nach Malta beträgt 95 km. Nach Tunesien sind es über die Straße von Sizilien (italienisch Canale di Sicilia) 145 km.
Die Insel Sizilien hat in etwa die Form eines Dreiecks, der sie ihren griechischen Namen Trinakria, zu deutsch „Drei-Kap“, verdankt. Die drei Ecken der Insel werden durch das Capo Boeo in Marsala im Westen, das Capo Peloro in Messina im Nordosten und das Capo Passero in Portopalo di Capo Passero im Südosten gebildet. Vor der in Ost-West-Richtung verlaufenden Nordküste liegt das Tyrrhenische Meer, vor der Ostküste das Ionische Meer und zwischen der Südwestküste und dem afrikanischen Kontinent das Sizilische Meer.
Die Insel erstreckt sich von 36,65° bis 38,3° nördlicher Breite und von 12.426° bis 15.653° östlicher Länge. Zum Vergleich liegt der südlichste Punkt des europäischen Festlandes in Tarifa (Spanien) bei fast genau 36° nördlicher Breite, also nur rund 70 km weiter südlich als die Südspitze der Insel. Die griechische Halbinsel Peloponnes erstreckt sich von 36,385° bis 38,339° nördlicher Breite, also etwa in demselben Bereich wie Sizilien.

### Landformen

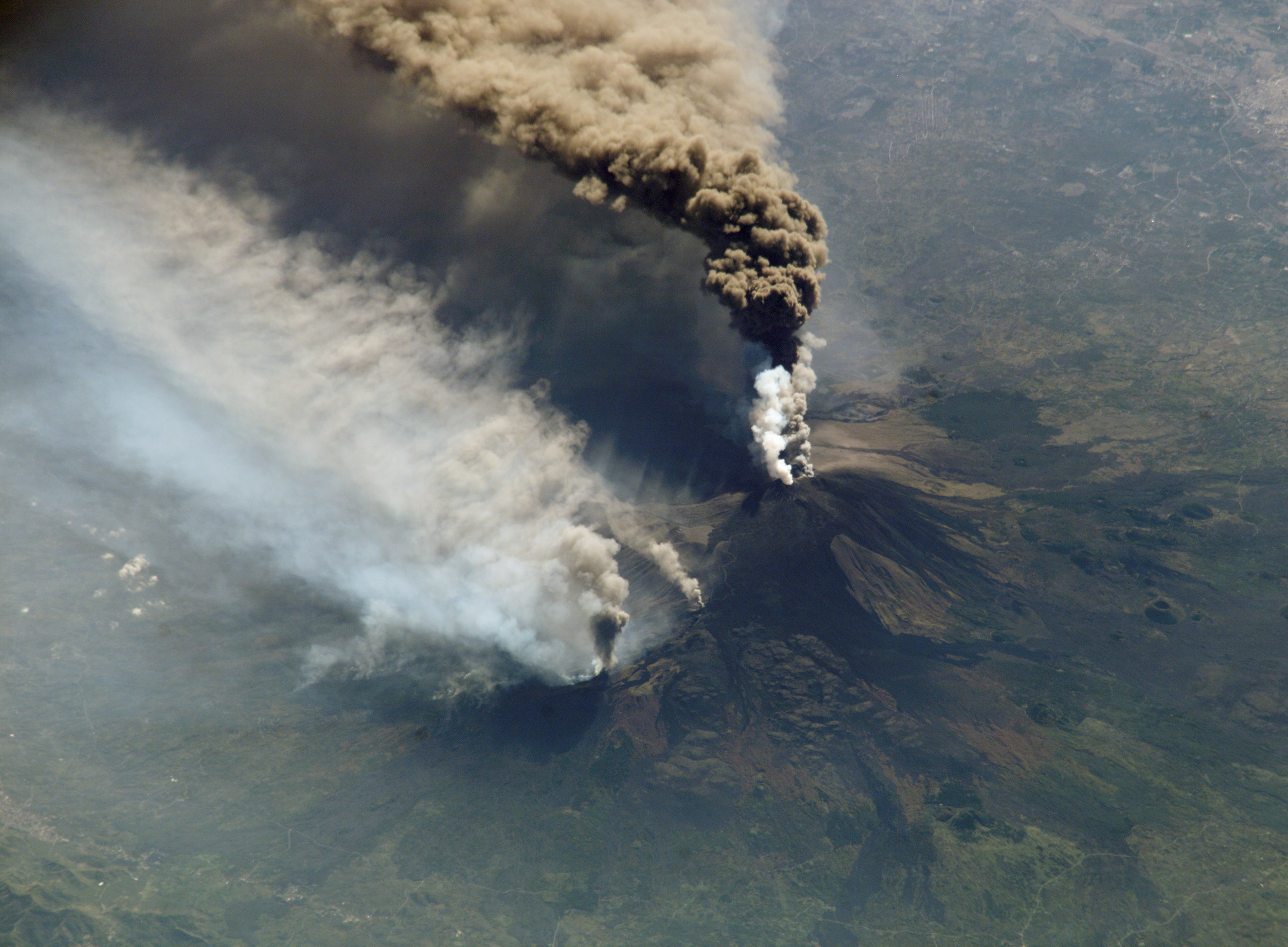
Eruption des Ätna im Jahre 2002, fotografiert aus der ISS

Über 80 % der Fläche Siziliens sind Berg- oder Hügelland. Ebene Gebiete gibt es im Süden und im Hinterland von Catania. An der Nordküste setzen die Monti Peloritani, die Monti Nebrodi und die Monti Madonie die Gebirgskette des Apennin fort, ihnen folgen weiter westlich die Monti Sicani und die Monti di Trapani. Im Südosten erheben sich die Monti Iblei, im Landesinneren die Monti Erei.
Der höchste Berg Siziliens ist der Ätna (3403 m), der zugleich der größte und aktivste Vulkan Europas ist. Weitere aktive Vulkane sind Stromboli und Vulcano auf den im Nordosten vorgelagerten Liparischen Inseln. Der höchste nichtvulkanische Berg ist der Pizzo Carbonara (1979 m) in den Monti Madonie.
Der Imera Meridionale als längster Fluss Siziliens entspringt in den Monti Madonie und mündet nach 144 km bei Licata ins Sizilische Meer. Die Quelle des 113 km langen Simeto, der mit über 4000 Quadratkilometern das größte Einzugsgebiet hat, liegt in den Monti Nebrodi, seine Mündung in das Ionische Meer südlich von Catania. Weitere größere Flüsse sind der Platani (84 km) und der Belice (77 km) im Westen der Insel. Besonders bekannt ist der Alcantara (52 km) wegen seiner Schluchten, den Gole dell’Alcantara, die er durch die Lava des Ätna gegraben hat.
Unter den Seen Siziliens sind nur wenige natürlichen Ursprungs. Der größte unter ihnen ist der Lago di Pergusa im Zentrum der Insel. Er ist vulkanischen Ursprungs und hat eine fast kreisrunde Fläche. Die meisten Seen sind Stauseen, von denen der Lago Pozzillo mit einer Fläche von 7,8 km2 der größte ist.
Die Küste Siziliens erstreckt sich über eine Gesamtlänge von 1152 Kilometer mit zahlreichen Kaps. Im Norden und Osten steigt das Land steil aus dem Meer auf. Unterbrochen werden diese Felsküsten von zahlreichen Buchten mit Sandstränden. Gegen Süden hin fällt das Land flach ab und es gibt längere Abschnitte mit Sandstrand.
Vor der Nordküste Siziliens liegen die Äolischen oder Liparischen Inseln (Isole Eolie), im Nordwesten die Insel Ustica. Die Westspitze wird von den Ägadischen Inseln (Isole Egadi) gesäumt. Zwischen der Südküste Siziliens und der tunesischen Küste befinden sich die Insel Pantelleria und die Pelagischen Inseln (Isole Pelagie).

### Geologie
Die Monti Peloritani als Fortsetzung des Aspromonte bestehen aus Gneis und Glimmerschiefer. Die Monti Nebrodi setzen sich aus Tonschiefer und Sandstein zusammen, die Monti Madonie aus Sand- und Kalkstein. Das Inselinnere und der Süden bestehen vorwiegend aus Tonen und Mergeln.
Sizilien gehört zur afrikanischen und zur apulischen Platte bzw. eurasischen Kontinentalplatte. Die Kontaktzone beider Platten verläuft quer durch die Insel. An den Nahtstellen kommt es immer wieder zu Reibungen, die heftige Erdbeben auslösen, unter denen vor allem der südliche Teil der Insel zu leiden hat. Der östliche Teil gehört zu einer vulkanischen Zone, die von den Liparischen Inseln über den Ätna und die Monti Iblei weiter Richtung Malta verläuft. Auch die Inseln Pantelleria und Ustica sind vulkanischen Ursprungs.

### Klima

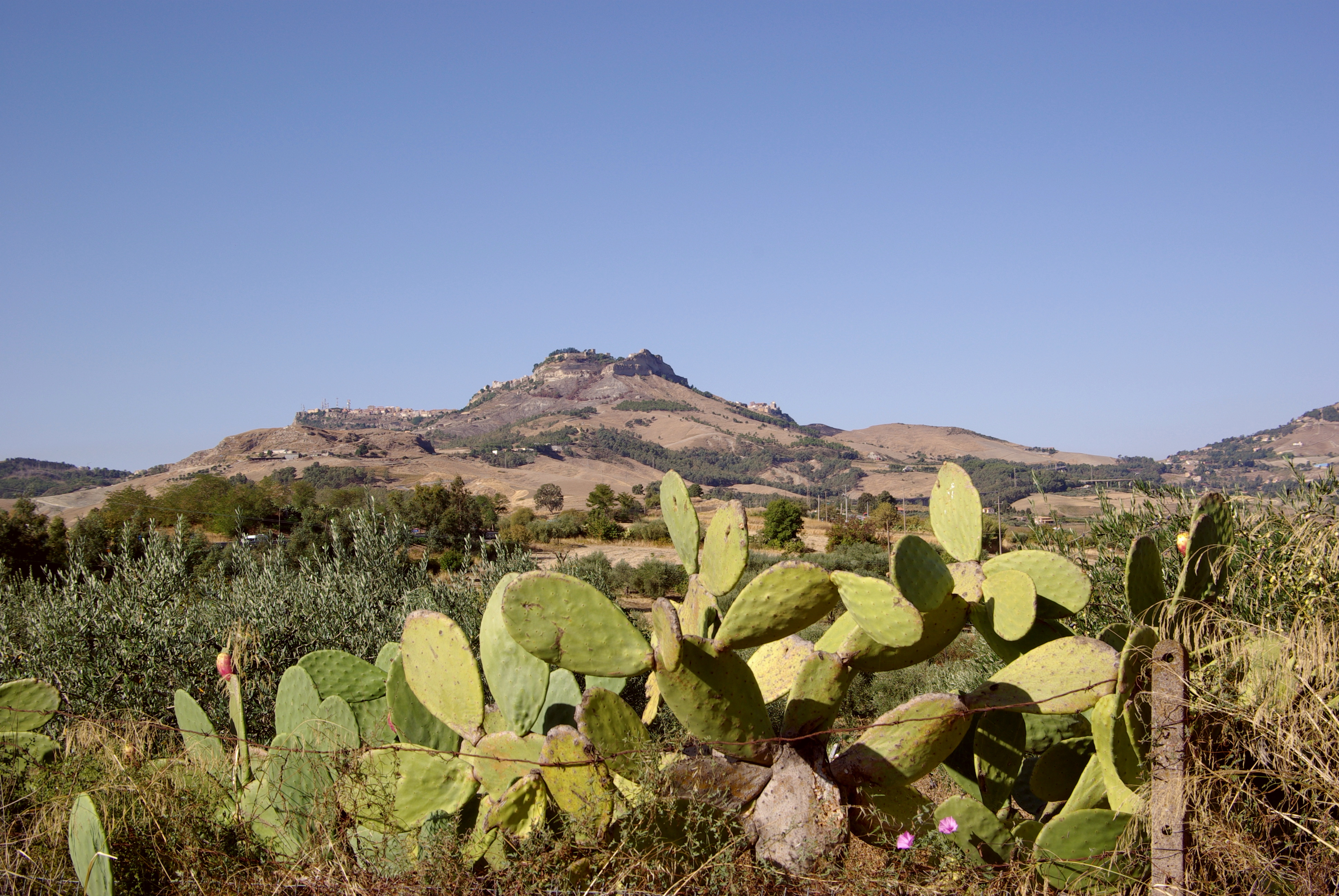
Mediterrane Landschaft auf Sizilien

Auf Sizilien herrscht mediterranes Klima mit heißem, trockenem Sommer und mildem, feuchtem Winter. An den Küsten betragen die Temperaturen im Sommer durchschnittlich 26 °C, im Winter 10 °C. Im Süden werden durch den aus der Sahara wehenden Scirocco Werte über 40 °C erreicht. Im Inselinneren ist es im Vergleich zu den Küstengebieten etwas kühler. Hier liegen die Durchschnittstemperaturen bei 19 °C im Sommer und 5 °C im Winter. Oberhalb von 2000 m kann es in den Wintermonaten scharfen Frost und Schnee geben.
In Catenanuova wurde laut Agenzia Regionale per i Rifiuti e le Acque – Osservatorio delle Acque am 10. August 1999 mit 48,5 °C die höchste jemals in Europa gemessene Temperatur registriert.
Von Mai bis September fällt bis auf kurze Regenschauer kaum Niederschlag. Oktober bis Februar sind die regenreichsten Monate, wobei in den Gebirgen im Norden mehr Niederschlag fällt als in den südlicheren Gebieten. Unter den großen Städten an der Küste ist Messina die niederschlagreichste Stadt. Catania, das im Regenschatten des Ätna liegt, ist die Stadt mit der geringsten Niederschlagsmenge.

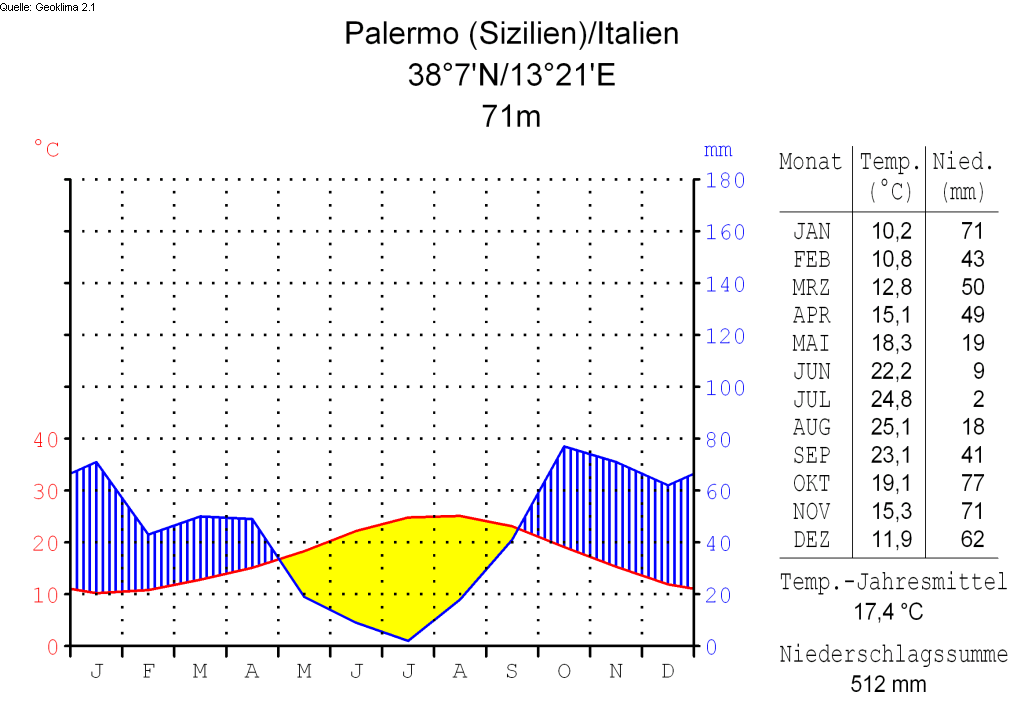
Klimadiagramm von Palermo
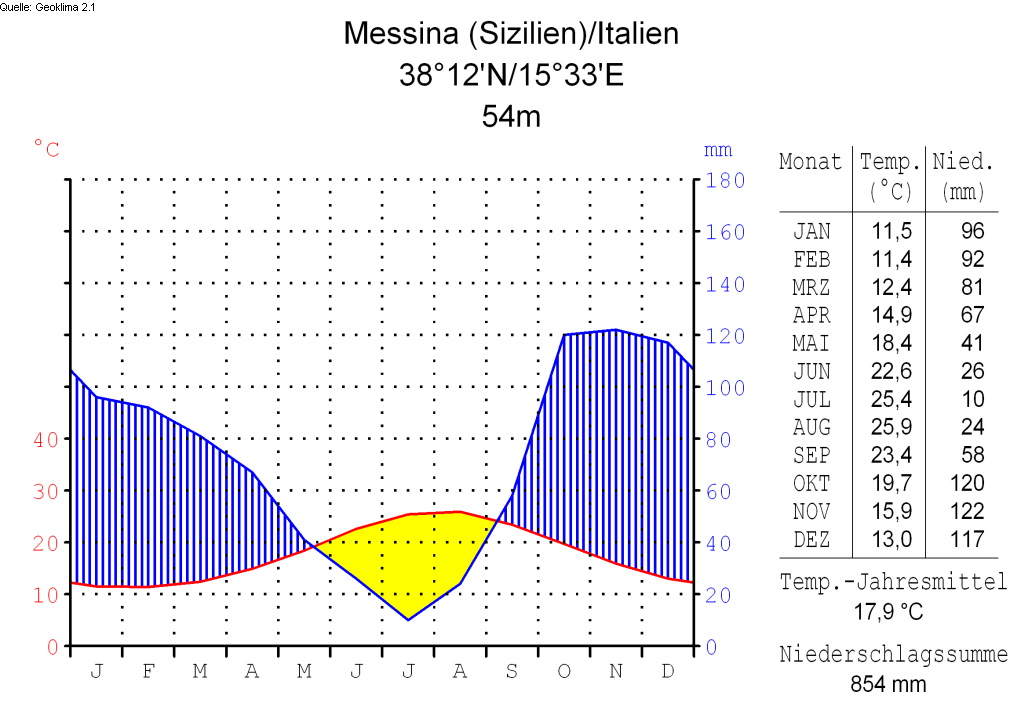
Klimadiagramm von Messina

## Flora und Fauna

### Flora

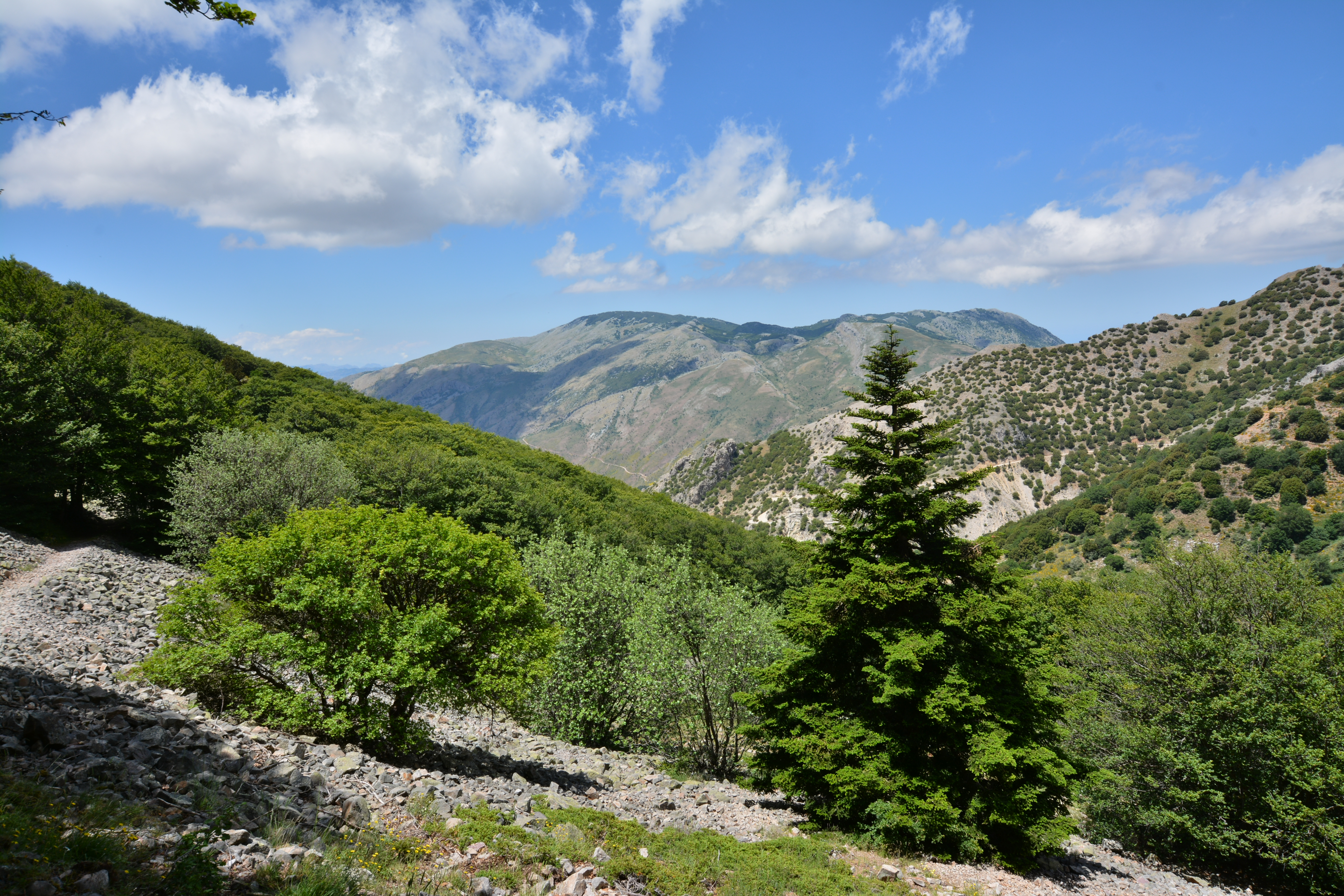
Monti Madonie

Sizilien war ursprünglich von Wald bedeckt, der im Lauf der Jahrhunderte gerodet wurde, um Holz für den Schiffbau beziehungsweise neues Nutzland (campagna) zu gewinnen. Dabei wurde die Macchia (auch boscaglia) zurückgedrängt, die heute vor allem an der West- und Südküste zu finden ist. Größere, zusammenhängende Waldgebiete gibt es noch in den Monti Madonie und den Monti Nebrodi. Hier wachsen unter anderem Korkeichen, Buchen, Kiefern und eine für Sizilien typische Tannenart, die Nebrodi-Tanne. In den Monti Iblei gedeihen Johannisbrotbäume.
Trotz schonungsloser Rodungen ist Sizilien mit 3000 unterschiedlichen Pflanzenarten die vegetationsreichste Insel des Mittelmeers. Neben einer Vielzahl an Wildpflanzen, z. B. endemischen Orchideen wie Halbmond-Ragwurz, gedeihen subtropische und tropische Pflanzen wie Bougainvillea, Jasmin, Mimosen, Gummibäume, Bananenstauden oder Papyruspflanzen im Mündungsgebiet der Flüsse Anapo und Ciane.
Zu den wichtigsten Kulturpflanzen zählen seit griechischer Zeit Weinreben und Oliven, seit römischer Zeit Hartweizen. Durch den Einfluss der Araber kamen Zitrusfrüchte und Mandelbäume nach Sizilien, mit den Spaniern Tomaten, Paprika und Auberginen. Besonders ertragreiche Anbaugebiete für Gemüse und Obst sind die fruchtbaren Hänge des Ätna und das ebene Tiefland südlich von Catania.

### Fauna

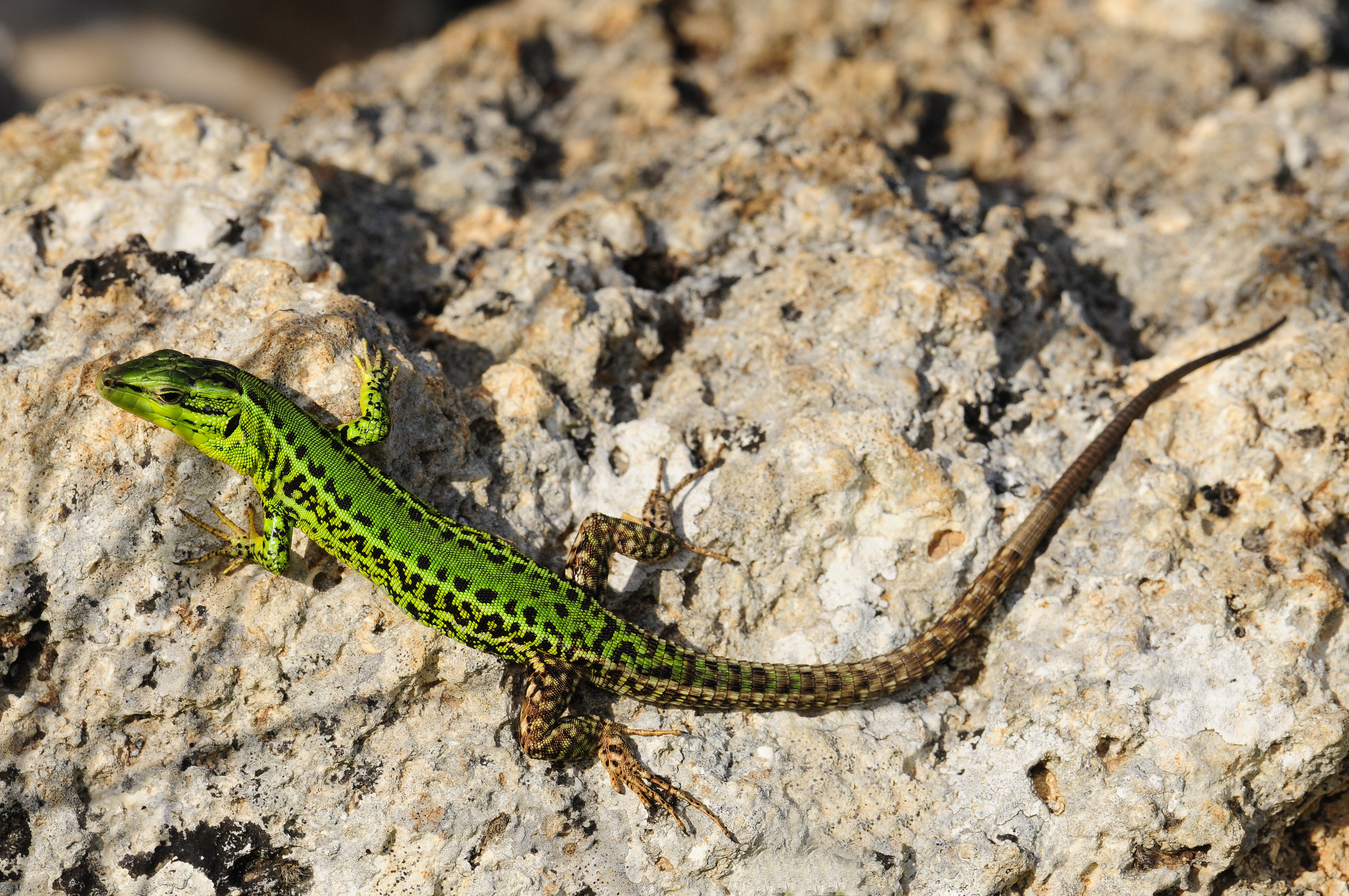
Sizilianische Mauereidechse

Durch die Rodung der Wälder und intensiv betriebene Jagd wurde der ursprüngliche Bestand an Wildtieren wie Rotwild, Wölfen, Füchsen und Wildkatzen nahezu ausgerottet. Die Meeresfauna mit einem reichen Bestand an Fischen, vor allem Thun- und Schwertfisch, und an Krustentieren leidet unter Überfischung.
Sizilien ist ein wichtiger Rastplatz bzw. Winterquartier für Zugvögel aus Nordeuropa.
Mehrere Reptilienarten sind auf der Insel heimisch: Drei Landschildkrötenarten leben auf Sizilien, die Sizilianische Sumpfschildkröte sowie die Maurische und die Griechische Landschildkröte. An den Küsten der Pelagischen Inseln leben Meeresschildkröten. Darüber hinaus leben zwei Geckoarten auf der Insel, der Mauergecko und der Europäische Halbfinger. Die Westliche Smaragdeidechse ist die größte Eidechse Siziliens. Daneben leben der Algerische Sandläufer, die Ruineneidechse und endemische Echsenarten wie die Sizilianische Mauereidechse auf der Insel. Von den vier auf der Insel lebenden Schlangenarten ist nur die Aspisviper giftig, während die Italienische Äskulapnatter, die Gelbgrüne Zornnatter und die Leopardnatter ungiftig sind.
Folgende Amphibien leben auf Sizilien: die Wasserfrösche Italienischer Hybridfrosch und Italienischer Wasserfrosch, der Italienische Laubfrosch, der Gemalte Scheibenzüngler sowie die Nordafrikanische Wechselkröte (Bufotes boulengeri).

## Geschichte
Die zentrale Lage Siziliens im Mittelmeer hat die wechselhafte Geschichte dieser Insel geprägt. Als Stützpunkte für Seefahrt und Handel hatten die Städte Siziliens stets eine große Bedeutung. Immer wieder bemächtigten sich deshalb neue Eroberer der Insel, blieben, vermischten sich mit der bereits ansässigen Bevölkerung und hinterließen ihre Spuren in der Kultur Siziliens. Nur selten war die Insel politisch selbständig, zumeist wurde sie von Reichen oder Staaten beherrscht, die ihr politisches Zentrum anderswo hatten.

### Antike

#### Vor den Griechen
Griechische Autoren aus der Zeit nach der griechischen Kolonisation Siziliens beschrieben drei verschiedene einheimische Bevölkerungsgruppen: Sikeler im Nordosten, Sikaner im Zentrum, Süden und Westen, und Elymer im Nordwesten der Insel. Die Sikaner betrachteten sich als autochthon, die Sikeler waren um 1200 v. Chr. vom italienischen Festland her eingewandert, und die Elymer wanderten nach 1200 v. Chr. ein. Ab etwa 1000 v. Chr. errichteten die Phönizier erste Handelsstützpunkte auf Sizilien.

#### Karthager und Griechen

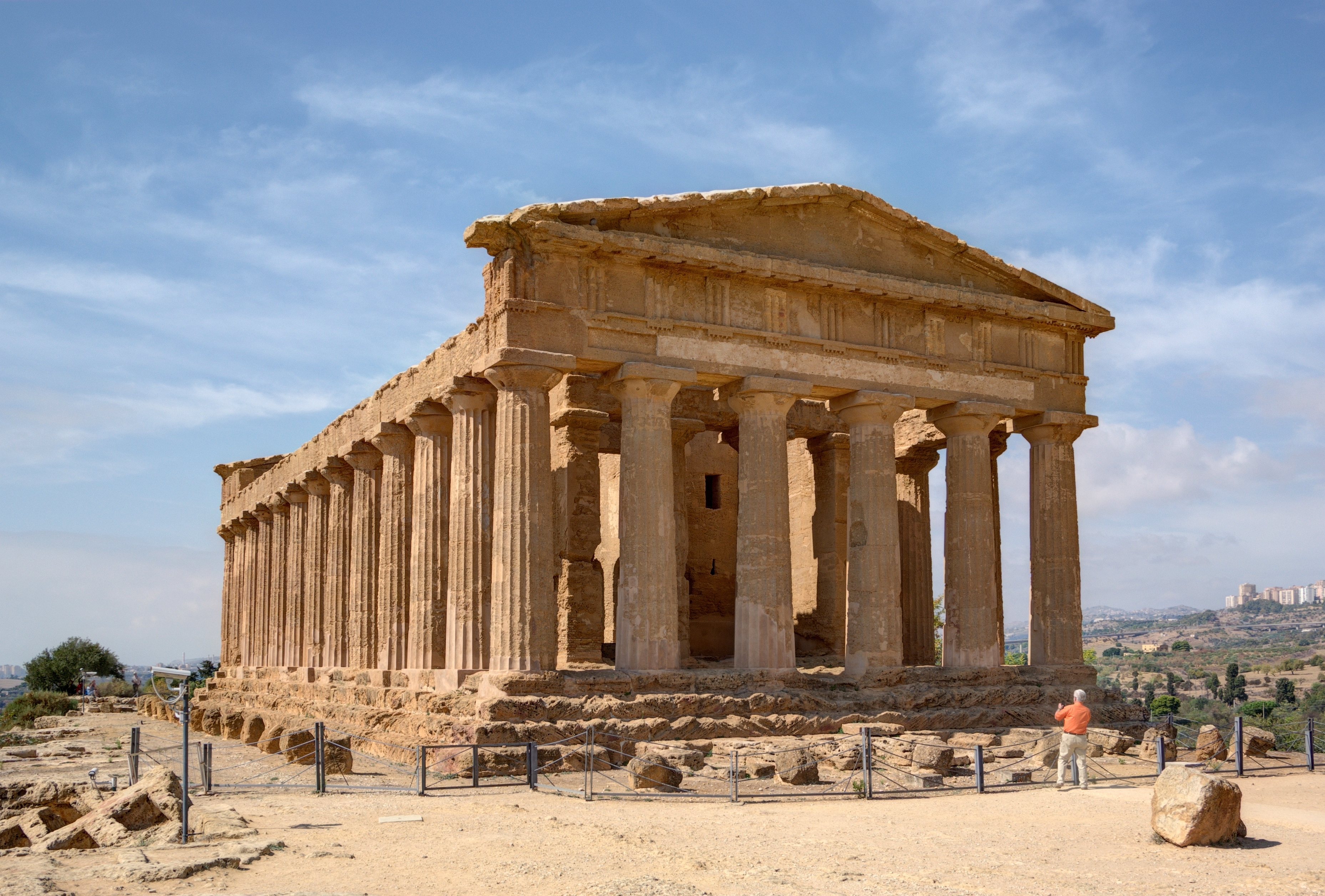
Der sogenannte Concordiatempel in Agrigent

Ab etwa 800 v. Chr. begann die Periode der Kolonialisierung durch Phönizier, vornehmlich von der phönizischen Pflanzstadt Karthago aus, und etwas später durch Griechen, für die Sizilien ein Teil Großgriechenlands wurde. Die bedeutendsten phönikischen Städte Siziliens waren Palermo und Lilybaion, die mächtigste griechische Polis auf der Insel war Syrakus. Nachdem die Griechen im Jahr 480 v. Chr. in der Schlacht bei Himera die Karthager besiegt hatten, erlebte die griechische Kultur auf der Insel im 5. Jahrhundert v. Chr. eine Blütezeit. Vor allem durch Getreideanbau erlangten Städte wie Selinunt oder Akragas enormen Reichtum. In diese Zeit fiel daher auch die Errichtung der meisten griechischen Tempel Siziliens. Die Rivalität mit Karthago, das sich in und westlich von Palermo behauptete, aber blieb. Die griechischen Städte schlossen sich zusammen, und die kriegerische Situation trug dazu bei, dass viele Orte von Tyrannen beherrscht wurden.
Am Ende des 5. Jahrhunderts v. Chr. gewannen die Karthager zeitweilig die Oberhand und zerstörten einige bedeutende griechische Städte; unter dem karthagischen General Himilkon wurden so 409 v. Chr. Selinunt, 408 v. Chr. Himera und 405 v. Chr. Gela erobert. Im selben Jahr plünderten die Karthager Akragas, Kamarina und Kasmenai. Syrakus konnte seine Unabhängigkeit hingegen bewahren. Unter Dionysios, der ab 405 v. Chr. als Tyrann regierte, erlebte die Stadt eine Blütezeit und beherrschte das westliche Mittelmeer. Die meisten zerstörten griechischen Städte wurden zwar später wieder aufgebaut, erreichten aber nicht mehr ihre ursprüngliche Bedeutung. Unter Timoleon konnten die Griechen in der Mitte des 4. Jahrhunderts wichtige Siege über die Karthager erringen, die sich aber im Westen der Insel behaupten konnten, wo ihre uneinnehmbare Festung Lilybaion lag. Seit dem späten 4. Jahrhundert erlangte Syrakus, nunmehr von Königen regiert, endgültig die Hegemonie über die Griechen auf der Insel.

#### Imperium Romanum

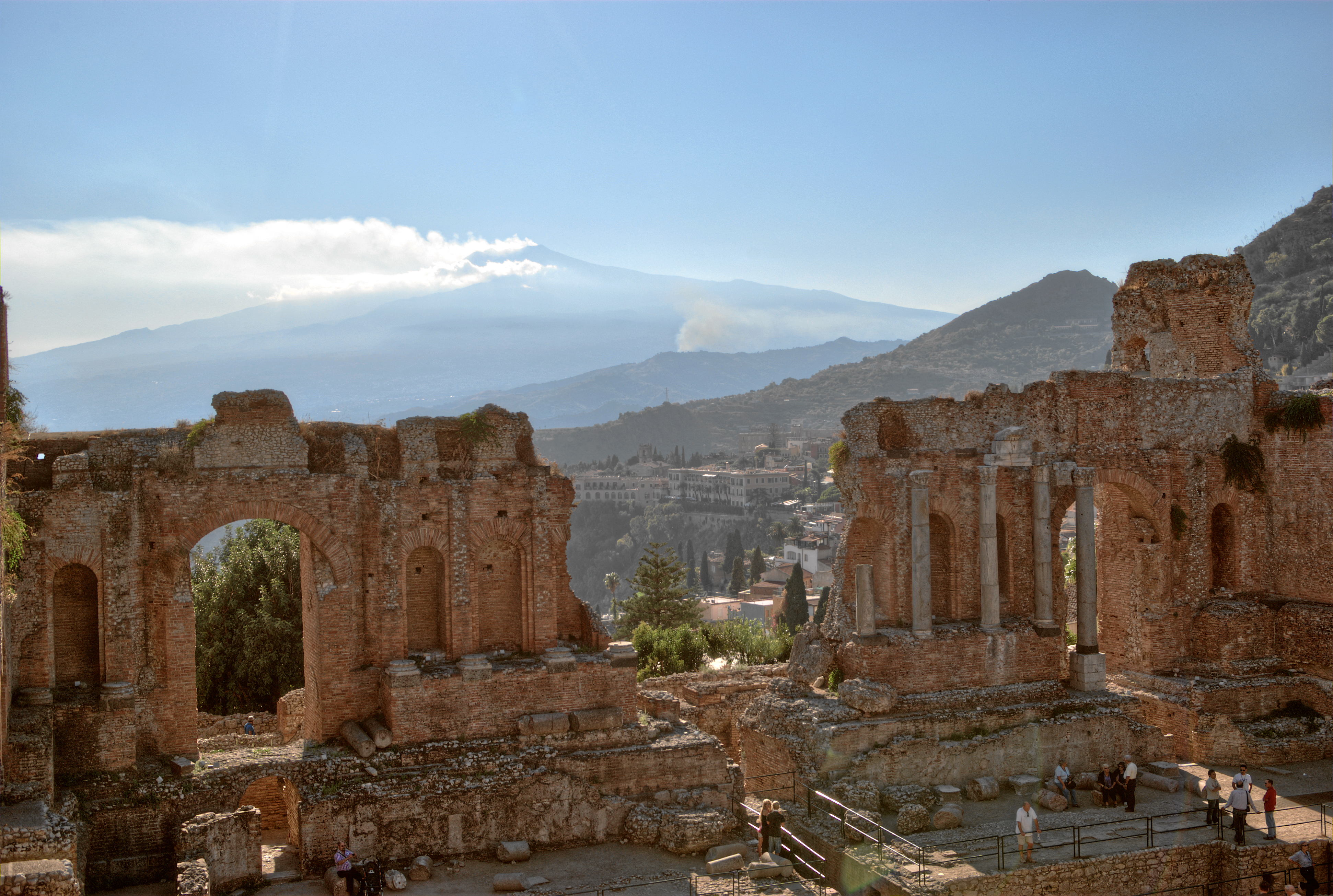
Antikes Theater Taormina

264 v. Chr. setzte ein römisches Heer nach Sizilien über und löste damit einen verlustreichen Krieg mit den Karthagern aus. Am Ende dieses Ersten Punischen Krieges wurde Karthago 241 v. Chr. in der Schlacht bei den Ägatischen Inseln besiegt und verzichtete im Friedensschluss auf Sizilien. Das damit aufgegebene karthagische Westsizilien beließen die Römer außerhalb der Tribusgliederung des Bürgergebiets, also im auswärtigen Machtbereich der Konsuln, und Sizilien wurde auf diese Weise zur ersten römischen Provinz des Römischen Reichs. Syrakus blieb zunächst ein nominell unabhängiger Bündnispartner, fiel aber im Zweiten Punischen Krieg von Rom ab. Im Jahr 212 v. Chr. fiel die Stadt trotz der Verteidigungsmaßnahmen des Archimedes an die Römer und verlor ihre Unabhängigkeit. Sizilien wurde nun der wichtigste Getreidelieferant Roms. Als im 2. Jahrhundert v. Chr. immer mehr zumeist griechische Sklaven nach Sizilien kamen, führte ihr Elend zu den beiden sizilischen Sklavenkriegen. Bis zum Ende der Kaiserzeit wurde Sizilien immer mehr latinisiert, auch wenn ein erheblicher Teil der Bevölkerung weiter Griechisch sprach.

### Mittelalter
In der Spätantike war Sizilien weitgehend romanisiert. Nach dem Untergang des Weströmischen Reichs im späten 5. Jahrhundert wurde Sizilien zunächst von den Vandalen und Ostgoten beherrscht und kam in der Mitte des 6. Jahrhunderts zum Oströmisch-Byzantinischen Reich. Dies führte zu einer erneuten Gräzisierung der Insel. Unter der byzantinischen Herrschaft wurde Sizilien zu einem zentralen Handelsplatz, auf dem besonders die Küstenstädte florierten. Von 663 bis 668 residierte Kaiser Konstans II. in Syrakus.

#### Arabisch-berberische Herrschaft
Im 9. Jahrhundert verlor der byzantinische Kaiser zunächst die Kontrolle über Sizilien. Die anschließende muslimische Herrschaft dauerte insgesamt etwa 250 Jahre, jedoch erstreckten sich die kriegerischen Besitzwechsel an ihrem Anfang und Ende jeweils über mehrere Jahrzehnte.
Der arabische Eroberungszug, dem einige Raubzüge vorangegangen waren, begann, mit zahlenmäßig großem Anteil von Berbern, am 17. Juni 827. Als erstes wurde Lilibeum eingenommen, das heutige Marsala, im Spätsommer 831 Palermo, das zur Hauptstadt des arabischen Sizilien wurde. Syrakus blieb jedoch noch bis 878 in christlicher Hand. Als letzte byzantinische Festung hielt sich Taormina bis 902. Durch die von den Arabern eingeführten neuen Bewässerungstechniken erlebte die Landwirtschaft einen Aufschwung. Zur bedeutendsten Stadt Siziliens wurde Palermo. Der muslimische Bevölkerungsanteil auf der Insel machte in der Mitte des 11. Jahrhunderts mehr als zwei Drittel aus, wobei Araber zumeist den Norden um Palermo und Berber überwiegend den Süden um Agrigent dominierten.

#### Normannische Herrschaft

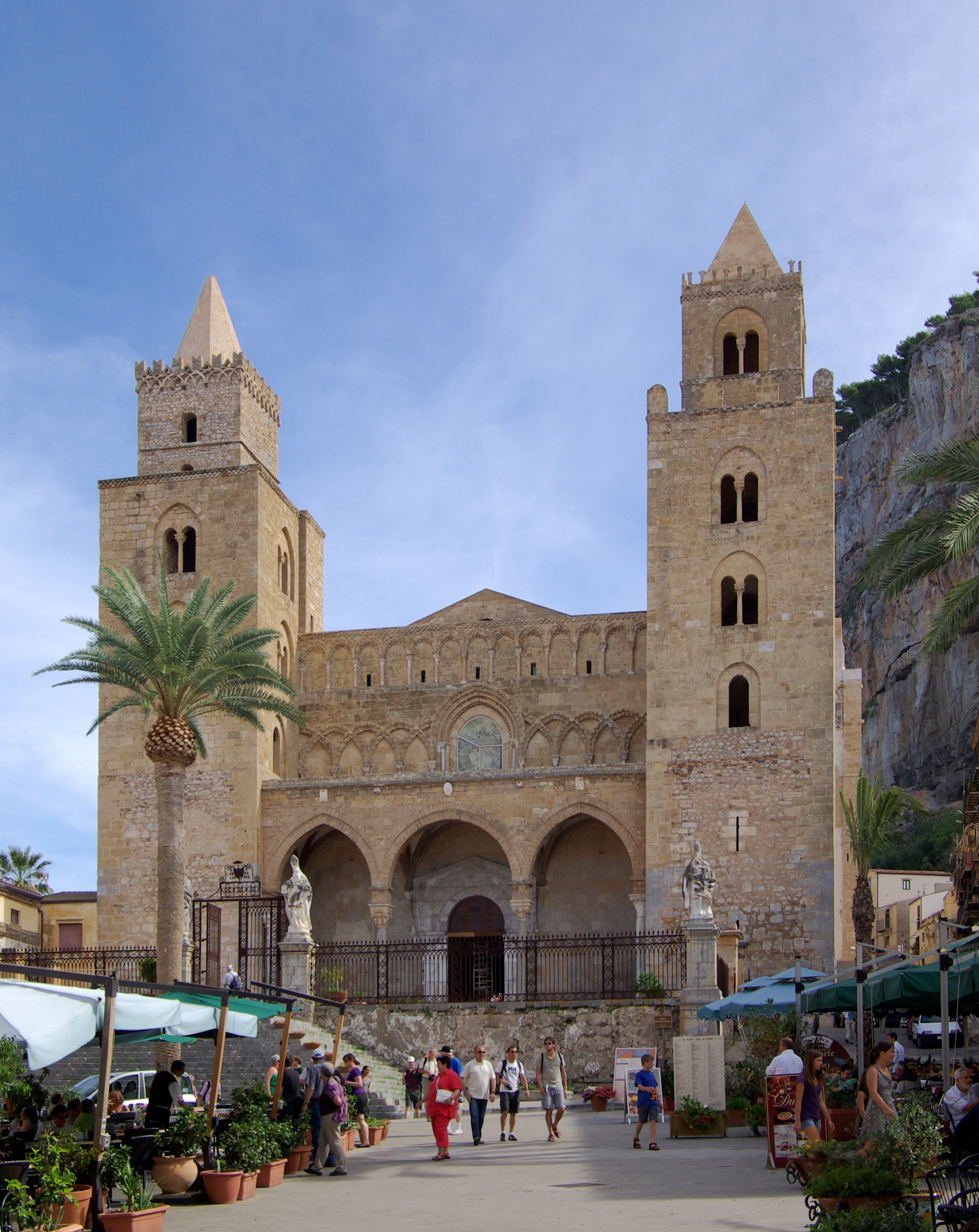
Kathedrale von Cefalù

Der erste Anlauf zur christlichen Rückeroberung der Insel war noch eine byzantinische Initiative; der kaiserliche Befehlshaber Georgios Maniakes eroberte 1038 Messina und 1040 Syrakus. Zu seiner Armee gehörten Teile der Warägergarde und andere Nordeuropäer, unter anderem der spätere norwegische König Harald Hardråde. Bald darauf musste sich Maniakes jedoch nach Apulien zurückziehen.
Die normannische Eroberung Siziliens wurde 1061 von Robert Guiskard zusammen mit seinem Bruder Roger begonnen und sechs Jahre nach seinem Tod 1091 durch Roger erfolgreich abgeschlossen. Unterstützung erhielten die Normannen von der aufstrebenden Seerepublik Pisa.
Nun erlebte Sizilien mit König Roger I. eine weitere Blütezeit und wurde 1130 zu einem eigenständigen Königreich. Eine Symbiose aus byzantinischen, arabischen und normannischen Traditionen brachte viele bedeutende Kunstwerke hervor. Auch unter den Staufern, die auf die Normannenkönige folgten, dauerte diese Blüte noch an.

### Neuzeit

#### Spanische Dominanz

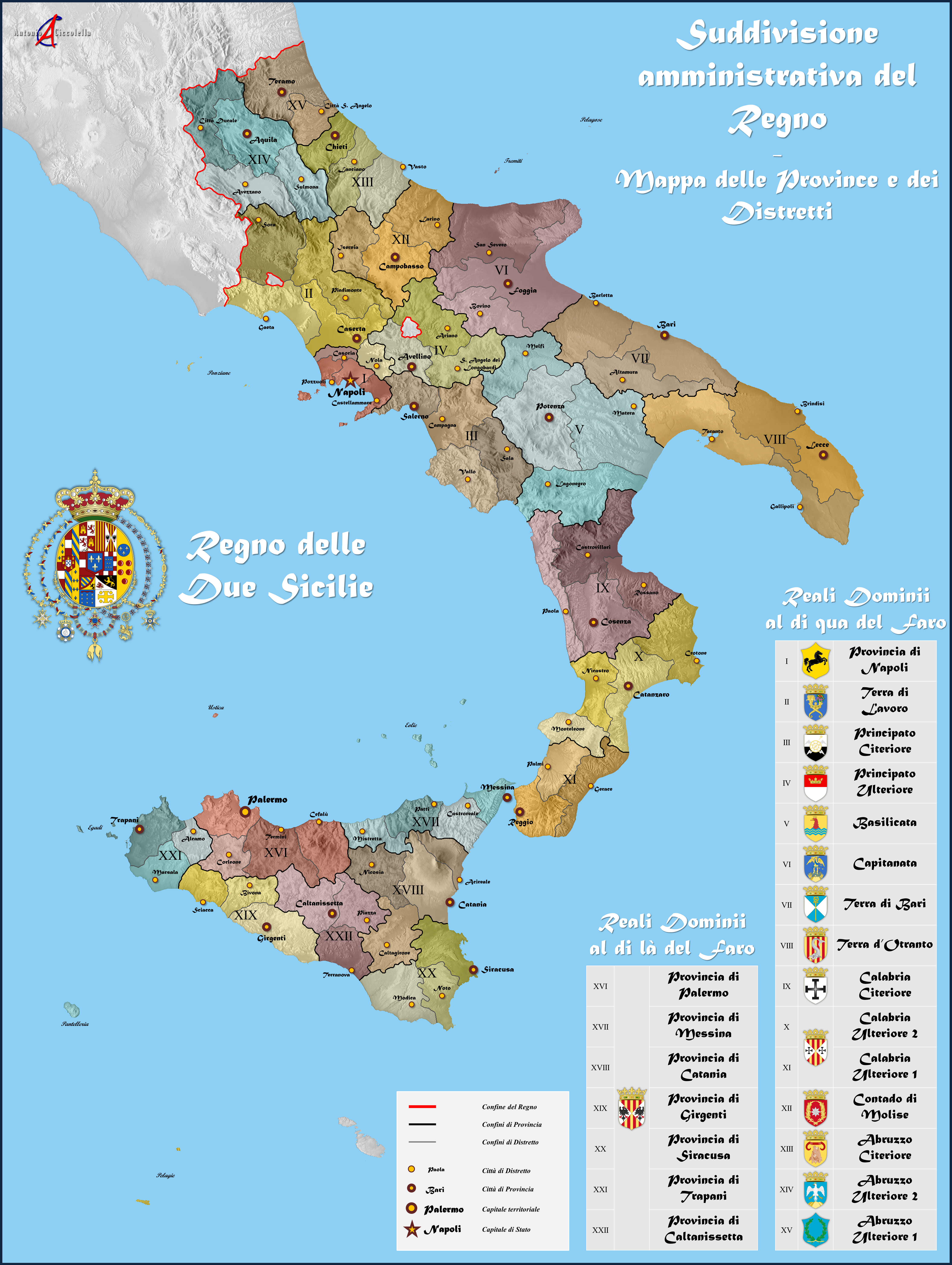
Königreich beider Sizilien

Danach geriet Sizilien wiederum unter die Kontrolle anderer Mächte: Aragon, Spanien, Savoyen und Österreich folgten aufeinander. Unter den spanischen Bourbonen kam es zu einer Personalunion des Königreichs Sizilien mit dem Königreich Neapel. Nach dem Wiener Kongress entstand daraus das Königreich beider Sizilien, das Sizilien und Unteritalien umfasste, wobei die Hauptstadt jedoch Neapel blieb. Sizilien wurde von den jeweiligen Herrschern oft nachrangig behandelt und genoss keine besondere Aufmerksamkeit. Nach landläufiger Darstellung soll der Gegensatz zwischen der um ihren Status kämpfenden Aristokratie und dem Heer der armen, zu Aufständen neigenden Landarbeiter bei Abwesenheit einer bürgerlichen Mittelschicht Mitte des 19. Jahrhunderts zur Entstehung der Mafia geführt haben. Nach einer neuen Studie von Wirtschaftshistorikern ist die Mafia im Zuge der ab 1795 sprunghaft ansteigenden Nachfrage nach Zitronen entstanden, die in dieser Zeit erstmals in großen Mengen als Mittel gegen Skorbut gebraucht und damit sehr teuer wurden. Um sich gegen Diebstahl der Zitronen zu schützen, heuerten Landbesitzer „Campieri“ an, private Wachtrupps, die teilweise aus bewaffneten Banden rekrutiert wurden. Diese begannen aber einer Studie zufolge, die 2017 im Journal of Economic History veröffentlicht wurde, ihrerseits die Landbesitzer, die sich keine „Campieri“ leisten konnten, zu erpressen. Die vernetzten Banden waren demnach die Ursprünge der Mafia, die unter anderem den wachsenden Zitronenhandel unterwanderte oder ganze Plantagen übernahm.

#### Italienische Einigung
Mit der Vereinigung Italiens, die mit Garibaldis Zug der Tausend in Sizilien begann, kam Sizilien 1861 zum neuen Königreich Italien. Obwohl Garibaldis Freischärler zunächst als Befreier herbeigesehnt worden waren, machte sich bald Unmut breit über die neuen Gesetze, die der von piemontesischen Traditionen geprägte Zentralstaat von Turin bzw. Rom aus dem Süden überstülpte. Der neue Staat Italien hatte daher in seinen Anfangsjahren oft mit größeren Aufständen auf Sizilien zu kämpfen; die Regierungen beantworteten diese Rebellionen meist mit der Ausrufung des Kriegsrechts und dem Einsatz des Militärs, so 1862 unter der Gewaltherrschaft von Giuseppe Govone, der auch angetreten war, die allgegenwärtige Kriminalität einzudämmen, lag doch die Mordrate auf der Insel zehnmal höher als in der Lombardei oder im Piemont. Der brutale Einsatz der Armee machte jedoch den Staat bei der Bevölkerung verhasst.

#### Faschismus
Nachdem Benito Mussolini im Oktober 1922 im Marsch auf Rom die Macht ergriffen und sich im Januar 1925 zum Diktator erklärt hatte, gab auch er den Auftrag, die Mafia hart zu bekämpfen. Er installierte Cesare Mori am 20. Oktober 1925 in Palermo. Dieser ließ in den ersten Monaten 950 Personen verhaften und in der Stadt Gangi sämtliches Vieh schlachten, eine Methode, die er regelmäßig wiederholte. Wie vor ihm Govone, ließ er foltern und Frauen und Kinder als Geiseln nehmen. Dabei wurden auch viele Unbeteiligte Opfer seiner rigiden Methoden und wurden ebenso wie die Mafiosi in die Verbannung geschickt. Bis zu seiner Abberufung nach zwei Jahren hatte Mori 11.000 Personen verhaften lassen. Mit der alliierten Landung auf Sizilien (Operation Husky) begann am 10. Juli 1943 der Italienfeldzug.

#### Nachkriegszeit
In den nachfolgenden Jahren kam es zur Bildung des Movimento Indipendentista Siciliano (MIS), einer politischen Partei, die die Unabhängigkeit Siziliens von Italien anstrebte. Diese genoss anfangs zwar einige Zustimmung, konnte sich letztlich jedoch nicht durchsetzen, so dass die Auseinandersetzung mit einem Kompromiss endete: Seit 1946 hat Sizilien den Status einer autonomen Region mit umfassenden Selbstverwaltungsrechten mit Palermo als Hauptstadt. In den Nachkriegsjahren wurden im Zuge einer Bodenreform die Latifundien der Großgrundbesitzer aufgelöst. Die christdemokratische Regierung hatte sich durch Landbesetzungen und politische Unruhen zu diesem Schritt gedrängt gesehen, im tief katholisch geprägten Sizilien etablierte sich in der Folge eine der verlässlichsten Hochburgen dieser Partei, die bis April 1993 das politische Leben Italiens dominierte. Das im Vergleich zum hochindustrialisierten Norden rückständige Sizilien bekommt seit dieser Zeit hohe Subventionen, um es an die höher entwickelten Regionen anzugleichen. Bis in die 1960er Jahre wurde die Armut in ländlichen Regionen und einigen Vierteln der Großstädte gemildert; gleichzeitig begann eine Massenemigration junger Sizilianer, die in die Industriestädte des Nordens oder als Gastarbeiter nach Deutschland, Frankreich, Belgien oder in die Schweiz gingen.
Das Ziel, die Lebensbedingungen Siziliens denen der nördlichen Regionen anzugleichen, war bislang – ebenso wie im übrigen südlichen Italien – nur teilweise erfolgreich. Die Bemühungen um Ansiedlung von Industriebetrieben, der Kampf gegen die Mafia, Umweltprobleme wie Erosion und Wassermangel sowie seit 2014 die Flucht und Migration über das Mittelmeer haben die sizilianische Politik der letzten Jahre geprägt.

## Bevölkerung
Zur Zeit der Vereinigung Italiens lebte die Mehrheit der sizilianischen Bevölkerung in wirtschaftlicher Not. Einer kleinen Schicht reicher Großgrundbesitzer stand eine große Schar recht- und besitzloser Landarbeiter gegenüber. Unruhen und Aufstände wurden niedergeschlagen und so wanderten zwischen 1880 und dem Beginn des Ersten Weltkriegs viele Sizilianer vorwiegend nach Amerika aus. Als auch nach 1946 die notwendigen Reformen nur schleppend vorangingen, suchten zwischen 1950 und 1970 erneut zahlreiche Sizilianer Arbeit im Ausland. Trotzdem liegt Sizilien mit einer Bevölkerungsdichte von 195 Einwohnern je km² etwas über dem italienischen Durchschnitt. Seit der Landflucht nach dem Zweiten Weltkrieg sind vor allem die Küstengebiete dicht besiedelt. Mehr als ein Drittel der Einwohner leben in den Städten Palermo, Catania, Messina, Syrakus und Trapani. Das Inselinnere ist dagegen dünn besiedelt.
Die sechs größten Städte Siziliens sind die folgenden:
| Rang | Name der Stadt | Einwohner | Rang | Name der Stadt | Einwohner |
| ---- | -------------- | --------- | ---- | -------------- | --------- |
| 1    | Palermo        | 628.894   | 4    | Syrakus        | 116.051   |
| 2    | Catania        | 298.209   | 5    | Marsala        | 79.833    |
| 3    | Messina        | 217.895   | 6    | Ragusa         | 73.684    |

Mehr als 97 % der Bevölkerung gehören der römisch-katholischen Kirche an. Von den übrigen christlichen Konfessionen sind vor allem die Lutheraner, die Waldenser und die Anglikaner vertreten.
In der Nähe Palermos gibt es einige Orte wie z. B. Piana degli Albanesi und Santa Cristina Gela mit albanischstämmiger Bevölkerung, die sich Arbëresh nennt und eigene Traditionen wahrt. Eine weitere Gruppe bilden Muslime aus Nordafrika, vor allem aus Tunesien.
Die Mehrheit der Bevölkerung spricht die sizilianische Sprache, die mit süditalienischen Dialekten verbunden ist.
Berühmte Sizilianer sind oder waren unter anderem der Gelehrte Archimedes, der Geschichtsschreiber Diodor aus Agyrion, der Komponist Vincenzo Bellini, die Schriftsteller Luigi Pirandello, Leonardo Sciascia und Andrea Camilleri, die Mafiagegner Giovanni Falcone, Paolo Borsellino und Leoluca Orlando, der Regisseur Giuseppe Tornatore und der Fußballspieler Salvatore Schillaci. Weitere bekannte Personen Siziliens sind in der Liste bekannter Sizilianer aufgeführt.

## Politik und Gesellschaft

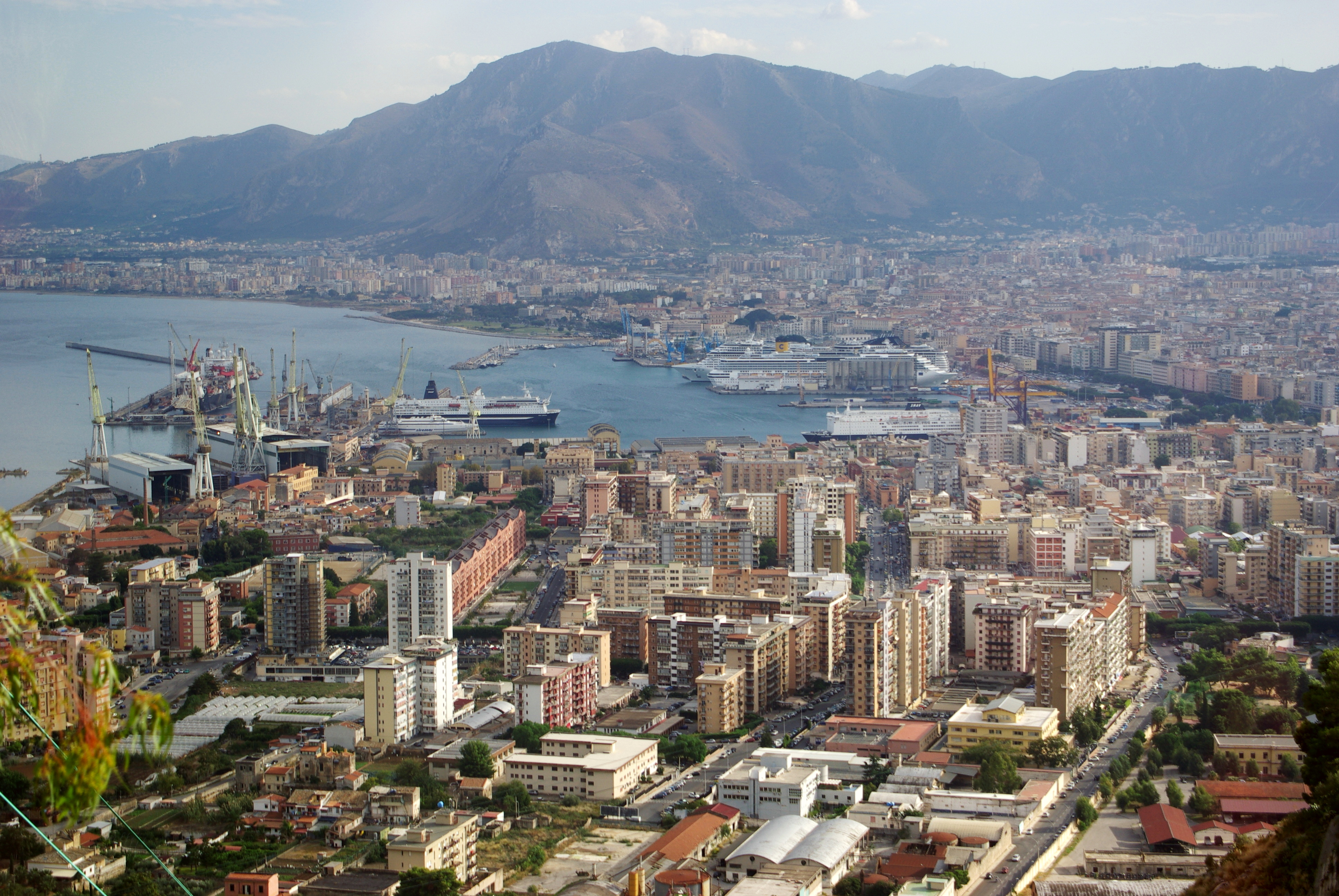
Hauptstadt Palermo

Politisch hat Sizilien in der Republik Italien den Status einer autonomen Region mit Sonderstatus, was eine größere Autonomie bei der Gesetzgebung und im Bereich der Finanzen garantiert. Das Territorium der Region umfasst neben der Hauptinsel Sizilien die Inselgruppen der Ägadischen, Liparischen und Pelagischen Inseln sowie die Einzelinseln Ustica und Pantelleria.
Die Autonome Region Sizilien hat ein eigenes Parlament, die Sizilianische Regionalversammlung (Assemblea Regionale Siciliana, A. R. S.), und eine eigene Regierung, die aus dem Präsidenten der Region (Presidente della Regione) und einem Kabinett (Giunta Regionale) aus zwölf Ministern (Assessori Regionali) gebildet ist. Sitz des sizilianischen Parlaments und der Regierung ist die Hauptstadt Palermo. Präsident der Region ist seit September 2022 Renato Schifani. Die Flagge Siziliens zeigt eine Triskele auf gelbrotem Grund. Sie geht auf die Sizilianische Vesper 1282 zurück und wurde im Februar 2000 zur offiziellen Flagge erklärt.

Provinzen Siziliens

Sizilien ist in sechs Provinzen und drei Metropolitanstädte gegliedert, die wiederum in insgesamt 390 Gemeinden unterteilt sind. Die meisten Einwohner und die größte Fläche hat die Metropolitanstadt Palermo, am dichtesten besiedelt ist die Metropolitanstadt Catania, die mit etwa 300 Einwohnern je km² deutlich über dem Inseldurchschnitt von 195 Einwohnern je km² liegt. Weitere Provinzen sind Agrigent, Caltanissetta, Enna, Ragusa, Syrakus und Trapani sowie die Metropolitanstadt Messina.
Wie andere Teile Süditaliens leidet Sizilien unter der organisierten Kriminalität durch die Mafia. Besonders in den 1960er und 1980er Jahren eskalierte die Gewalt. In Großstädten wie Palermo und Catania lähmte eine Welle von Ermordungen im Auftrag der Mafia das öffentliche Leben. Große Erfolge im Kampf gegen die Organisation wurden ab 1984 mit der Festnahme Tommaso Buscettas erreicht. In den folgenden Jahren kam es durch die Aussagen Buscettas zu zahlreichen weiteren Festnahmen und den sogenannten Mammutprozessen, die vor allem den Ermittlungen des Juristen Giovanni Falcone und des Richters Paolo Borsellino zu verdanken waren. Als Falcone und Borsellino 1992 von der Mafia ermordet wurden, schlug die lähmende Angst der Bevölkerung in offenen Widerstand um. Es entwickelte sich eine politische Aufbruchstimmung, deren treibende Kraft Leoluca Orlando, damaliger Bürgermeister von Palermo, war. Der Polizei gelang es, 1993 Salvatore Riina und 2006 Bernardo Provenzano, beide führende Männer innerhalb der sizilianischen Mafia, der Cosa Nostra, festzunehmen.
Ein weiteres gesellschaftliches Problem auf Sizilien sind die Anlandungen von Flüchtlingen und Migranten aus Afrika. Ein Großteil von ihnen sucht über die näher dem afrikanischen Kontinent vorgelagerte pelagische Insel Lampedusa den Weg nach Europa. 2006 landeten über 16.000 Flüchtlinge auf der Insel zwischen Tunesien und Sizilien. Aber auch auf dem weiter entfernt gelegenen Sizilien treffen Migranten ein. Ihre Zahl hat sich in den ersten fünf Monaten des Jahres 2008 mehr als verdreifacht. Kamen 2007 noch 2087 Migranten auf diesem Wege nach Sizilien, waren es ein Jahr später 7077.
Bei der gefährlichen Passage über das Meer mit seeuntüchtigen und völlig überfüllten Booten kommt es häufig zu Unglücken, die viele Todesopfer fordern. Vor allem die zunehmende militärische Abschottung der EU-Mittelmeer-Anrainer hat in den letzten Jahren dazu beigetragen, dass die Routen der Migranten immer länger und damit die Gefahren immer größer werden. Von offizieller Seite wird von ca. 10.000 ertrunkenen Immigranten in den letzten acht Jahren ausgegangen. Die Dunkelziffer nicht gefundener Ertrunkener wird als weitaus höher eingestuft. Mit finanzieller Hilfe der EU sollen neue Auffanglager gebaut und die italienische Küstenwache besser ausgerüstet werden.

## Wirtschaft

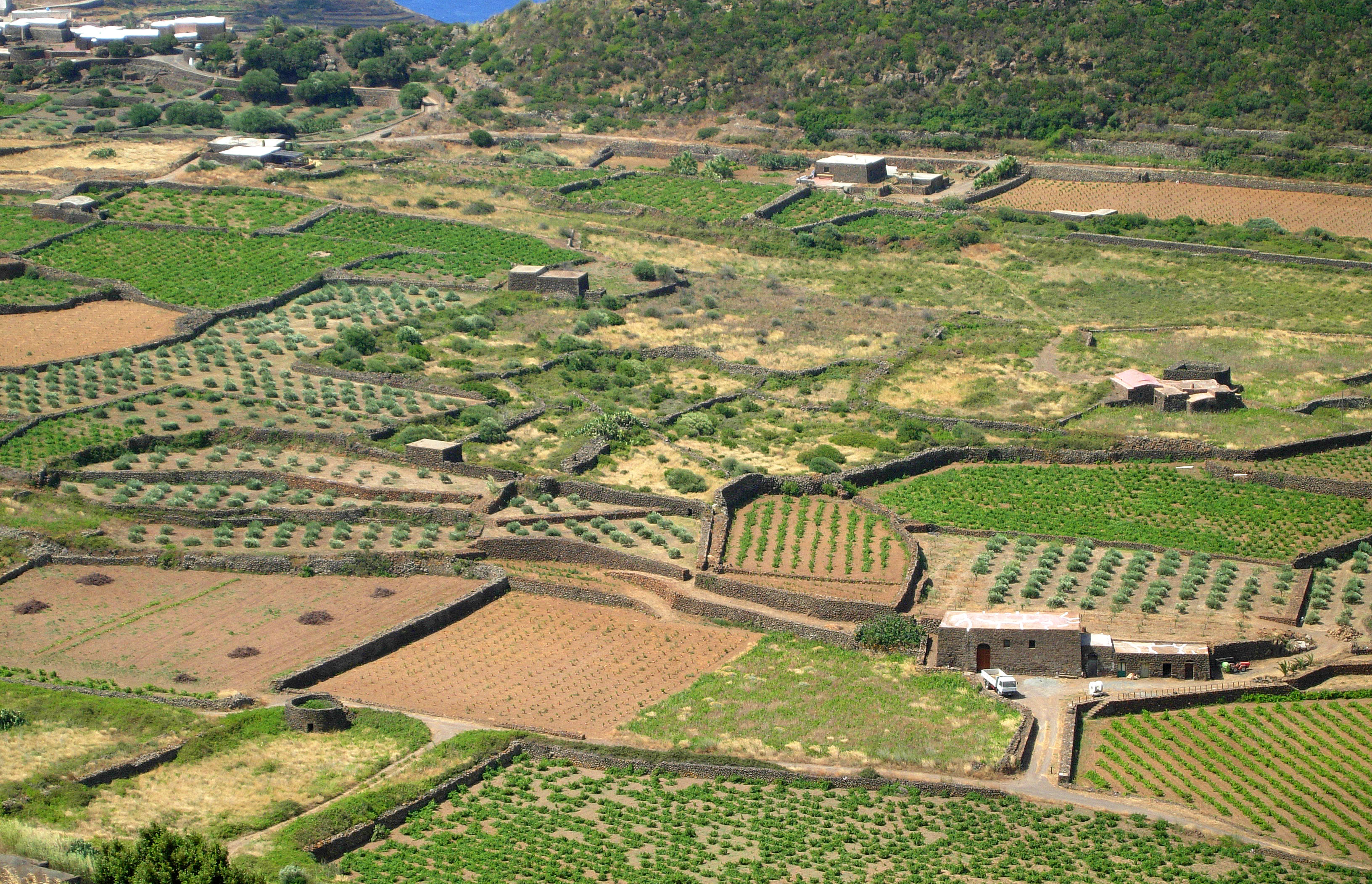
Weinbau auf Pantelleria

Haupterwerbsquelle ist der Dienstleistungssektor, knapp 70 % der Arbeitsplätze fallen in diesen Bereich. Hierzu trägt der wachsende Tourismus bei. Daneben bietet das milde Klima günstige Bedingungen für die Landwirtschaft, die eine stärkere Rolle als in Norditalien spielt. Der industrielle Sektor ist hingegen von vergleichsweise geringer Bedeutung.
Im hügeligen, wasserarmen Landesinneren wird extensive Landwirtschaft in Form von Weidewirtschaft, Weizen- und Bohnenanbau betrieben. In den ebeneren Gebieten und an der Küste werden vor allem Zitrusfrüchte, Mandeln, Oliven und Kapern angebaut. Sizilien erwirtschaftet 70 % der gesamtitalienischen Erträge an Zitrusfrüchten, 60 % der Mandelernte und 25 % der Weintraubenernte. Die Produktion von regionalem Wein und regionalem Olivenöl ist ein weiterer wichtiger Wirtschaftszweig.
Sizilien besitzt die größte Fischereiflotte Italiens. Die von hier aus betriebene Küsten- und Hochseefischerei, die sich auf den Fang von Thunfischen, Schwertfisch, Sardinen und Sardellen spezialisiert hat, erwirtschaftet durchschnittlich 30 % des gesamtitalienischen Fischfangs und 70 % des Fangs von Krustentieren (Angaben 2005).
Industriegebiete haben sich um Palermo, Catania, Syrakus, Ragusa und Gela entwickelt. Schwerpunkt sind petrochemische Industriebetriebe, der Maschinen- und der Schiffbau. In Catania sind einige Hochtechnologieunternehmen vertreten, so zum Beispiel der Elektronikkonzern STMicroelectronics, der 4600 Mitarbeiter im Bereich Forschung und Produktion beschäftigt. Ein Konsortium europäischer Technologieunternehmen eröffnete zusammen mit Telecom Italia Sparkle im Mai 2017 in Palermo einen Internetknoten.
Auch die Förderung von Stein- und Kalisalzen sowie von Marmor spielen eine wirtschaftliche Rolle. Der einst wichtige Schwefelbergbau in Sizilien, in dem die Insel zu Beginn des 20. Jahrhunderts weltweit führend war, ist um 1980 vollständig zum Stillstand gekommen.
Sizilien leidet immer noch unter Strukturproblemen wie z. B. der hohen Arbeitslosigkeit und der mangelnden Verkehrsinfrastruktur im Inselinneren. Wie der gesamte Mezzogiorno gehört Sizilien zu den so genannten Ziel-1-Regionen, die weniger als 75 % des durchschnittlichen BIPs der EU aufweisen (2003: 73,1 %) und daher besonders gefördert wird, um wirtschaftliche und soziale Nachteile zu mindern.
Im Jahr 2017 betrug die Arbeitslosenquote 21,5 %.

## Infrastruktur

### Energie und Wasser

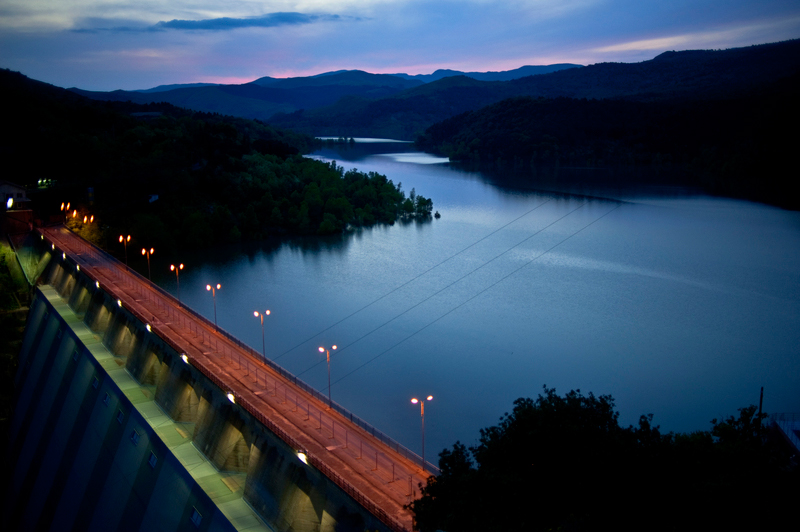
Wasserkraftwerk am Lago di Ancipa

Seit 1957 wird Sizilien vom italienischen Festland aus mit Strom versorgt. Die Hochspannungsleitung nach Messina wurde Ende der 1990er Jahre durch ein Seekabel ersetzt. Die zahlreichen Stauseen auf Sizilien dienen einerseits zur Bewässerung, andererseits zum Betrieb von Wasserkraftwerken. 1981 wurde in Adrano das erste Solarturmkraftwerk Eurelios in Betrieb genommen. 2006 begann der Bau einer Windkraftanlage bei Ramacca. Inzwischen (2022) stehen dort 47 Windräder mit zusammen 70 MW Leistung. RWE betreibt (Stand Ende 2022) auf Sizilien fünf Onshore-Windparks.
Obwohl es von Natur aus ausreichend Wasser gibt, kommt es immer wieder zu Wassermangel, da das Wasser nicht richtig gespeichert und verteilt wird. Die Staubecken werden auf Grund baulicher Mängel meist nur bis zu einem Drittel gefüllt und 35 % des Wassers versickern durch Lecks in Rohrleitungen, bevor es die Verbraucher erreicht. Aus diesem Grund übernehmen oft private Unternehmen die Wasserlieferung per Tanklastwagen, nicht selten zu überhöhten Preisen.
Der Hafen von Augusta ist ein wichtiger Erdöl-Umschlagplatz. Das dort über das Mittelmeer angelieferte Erdöl wird in nahe liegenden Erdölraffinerien verarbeitet. Im März 2016 erreichte das erste US-Erdöl von ExxonMobil den Hafen, nach Aufhebung eines über 40-jährigen Exportverbotes von US-Erdöl. Die größte Raffinerie gehört zu ExxonMobil und hat eine Kapazität von 190.000 Barrel Erdöl pro Tag. Dies entspricht dem Gesamtbedarf von Ungarn und Slowenien an raffinierten Erdölprodukten. Deutlich kleinere Raffinerien befinden sich ebenfalls in der Region.

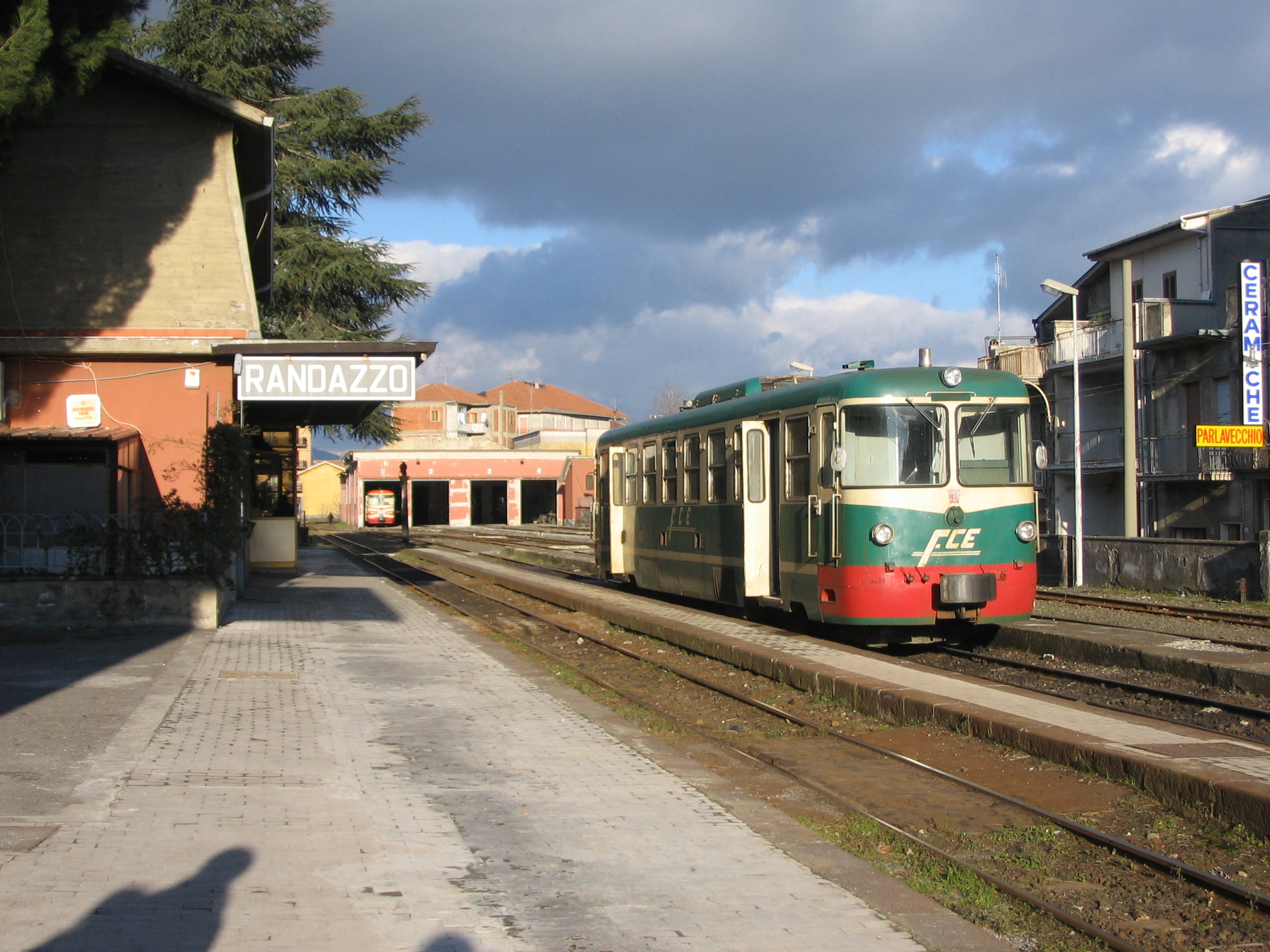
Ferrovia Circumetnea im Bahnhof von Randazzo

### Verkehr

#### Straßenverkehr
Auf Sizilien gibt es vier Autobahnen, die die größten Städte der Insel verbinden. Diese sind die A18 (Messina-Catania-Syrakus-Gela (fertiggestellt und befahrbar bis Rosolini seit 2010)), die A19 (Palermo-Caltanissetta-Enna-Catania), die A20 (Messina-Cefalù-Palermo) sowie die A29 (Palermo-Mazara del Vallo) mit einer Abzweigung nach Trapani. Daneben haben die Staatsstraßen SS 113, SS 114 und SS 115 große Bedeutung, da sie die Insel entlang der Küste komplett umrunden und vorerst wichtige, noch fehlende Autobahn-Verbindungen im Süden ersetzen.
Im Jahr 2016 lag der Motorisierungsgrad (Personenkraftwagen pro 1000 Einwohner) bei 635.

#### Schienenverkehr
Von Palermo aus gibt es Bahnverbindungen der Trenitalia nach Messina, Agrigent und Trapani, von Messina aus nach Catania, Syrakus und Agrigent. Die Ferrovia Circumetnea, eine regionale Nahverkehrsgesellschaft, betreibt die letzte Schmalspurbahn Siziliens (950 mm Spurweite), die von Catania aus fast den Ätna umrundet.

#### Verbindungen zum Festland
Mit dem italienischen Festland ist Sizilien über Fähren verbunden, die die Häfen von Palermo und Messina anlaufen. Nach jahrelanger Diskussion wurde der geplante Bau einer Brücke über die Straße von Messina von Silvio Berlusconi ab April 2008 erneut vorangetrieben. Die Fertigstellung des Brückenbaus war für 2016 geplant. Seit dem Rücktritt Berlusconis im Jahr 2011 ist es ungewiss, ob die Brücke gebaut werden wird.
Im Jahr 2023 wurde das Projekt erneut diskutiert und ein Gesetzdekret zur Planung und zum Bau der Brücke verabschiedet. Baubeginn sollte Sommer 2024 sein, eine entsprechende Baugenehmigung wurde jedoch erst im August 2025 erteilt.

#### Flugverkehr

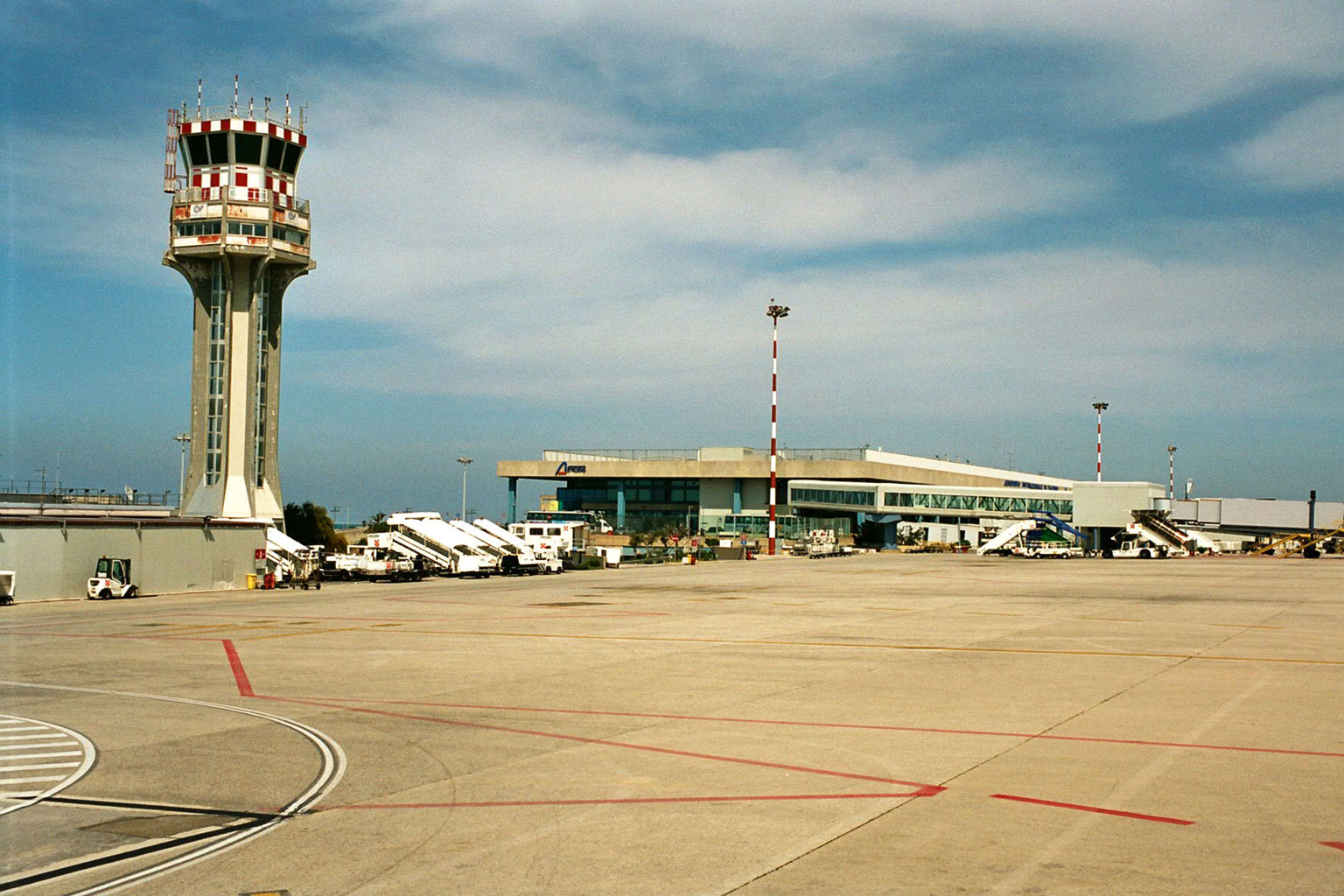
Flughafen Palermo-Punta Raisi

Es gibt drei internationale Flughäfen auf Sizilien, den Flughafen Palermo-Punta Raisi in Palermo, den Flughafen Catania-Fontanarossa in Catania und den ehemaligen Militärflugplatz Vincenzo Florio Airport, der 15 Kilometer südlich der Stadt Trapani erst seit 2009 für den zivilen Luftverkehr geöffnet wurde.
Von Palermo sowie Catania besteht die Möglichkeit, die Inseln Lampedusa und Pantelleria anzufliegen. Der Comiso Airport bei Comiso, ebenfalls ein ehemaliger Militärflugplatz im südöstlichen Sizilien, wurde in einen Zivilflughafen umgebaut und wurde im Mai 2013 eröffnet.

## Bildung

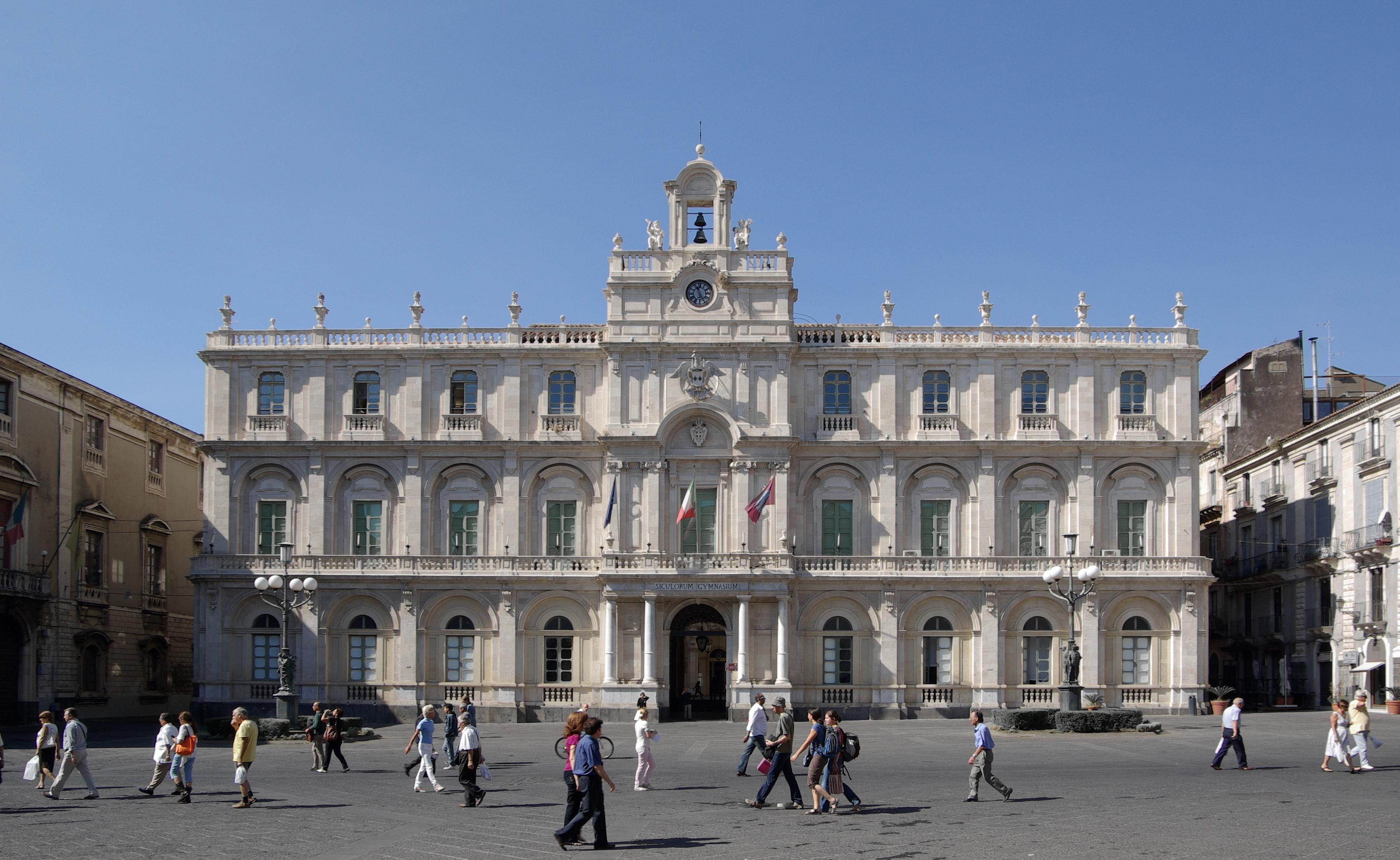
Universität Catania

Das Schulsystem in Italien ist den Pflichtschulbereich betreffend für alle Regionen einheitlich. Nach drei Jahren Vorschule, fünf Jahren Grundschule und drei Jahren Mittelschule besteht die Möglichkeit, ein Gymnasium oder eine Berufsfachschule zu besuchen. Die berufliche Ausbildung fällt in den Kompetenzbereich der einzelnen Regionen.
Ähnlich wie in der ersten Pisa-Studie von 2003 liegt Sizilien auch in der Pisa-Studie von 2006 mit 432 Punkten weit unter dem OECD-Durchschnitt von 500 Punkten und auch unter dem italienischen Durchschnitt von 462 Punkten. Das Medien-Echo auf beide Studien war jedoch gering.
Sizilien verfügt über vier Universitäten. Die Universität Catania ist die älteste und größte. Sie wurde im Jahr 1434 gegründet und hatte 2006 über 66.000 Studierende. Weitere Universitäten sind die Universität Messina, die Universität Palermo und die Universität Enna, die erst 2004 offiziell errichtet wurde und eine der wenigen „freien“, das heißt nicht staatlichen Universitäten Italiens ist.

## Kultur

### Architektur

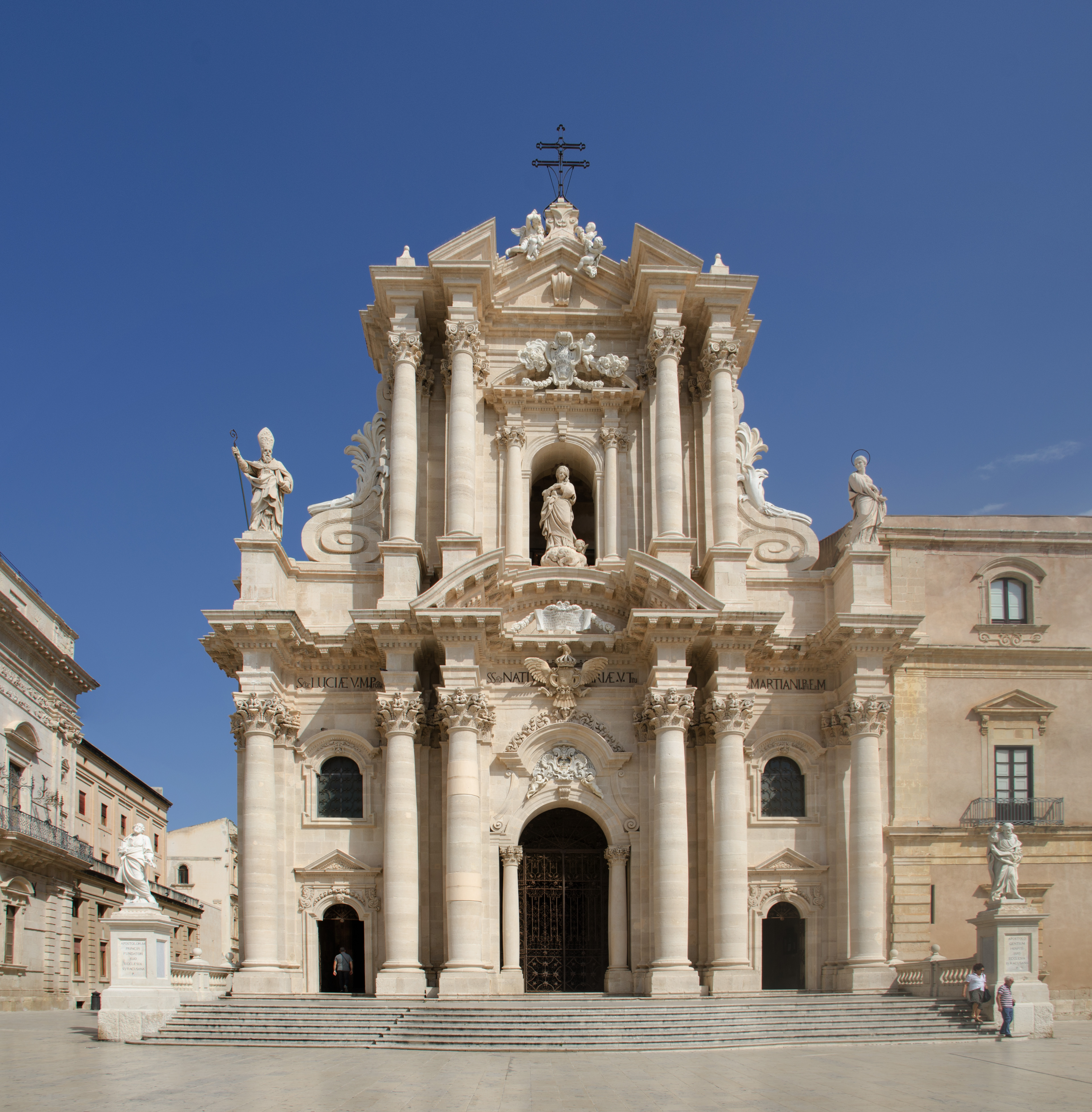
Kathedrale von Syrakus von Andrea Palma aus dem Jahr 1728

Siziliens bedeutendste Bauwerke stammen aus der Antike, der Zeit der Normannen und Staufer und des Barock.
Da Sizilien in der Antike Bestandteil der Magna Graecia war, finden sich hier zahlreiche griechische Tempel. Beeindruckende Beispiele hierfür sind die Tempel in Selinunt, Syrakus und Segesta und vor allem die Archäologischen Stätten von Agrigent. Der Concordiatempel dort gehört zu den am besten erhaltenen griechischen Tempeln überhaupt. Größere Theater aus griechischer und römischer Zeit befinden sich in Syrakus, Taormina und Tindari, Amphitheater in Syrakus und Catania. Glanzstück der Spätantike ist die Villa Romana del Casale mit ihren römischen Mosaiken nahe der Stadt Piazza Armerina.
Die unter arabischer Herrschaft errichteten Bauten wurden größtenteils von den Normannen umgebaut und es entwickelte sich der für Sizilien typische arabisch-byzantinisch-normannische Baustil mit Kuppelbauten wie den Kirchen San Giovanni dei Lebbrosi, San Giovanni degli Eremiti und San Cataldo in Palermo und mit dekorativen Mosaiken wie zum Beispiel bei den Kathedralen von Monreale und Cefalù. Friedrich II. hinterließ zahlreiche Festungsbauten wie das Castello Ursino in Catania oder die Kastelle von Syrakus und Enna.
Durch ein verheerendes Erdbeben 1693 wurden die südöstlichen Teile Siziliens weitgehend zerstört und ganze Städte wie Noto, Modica, Ragusa oder Catania im Stil des typisch sizilianischen Barock wiederaufgebaut. Acht dieser Städte zählen zu den spätbarocken Städten des Val di Noto, die in die Liste des UNESCO-Welterbes aufgenommen wurden. Architekten, die wesentlich zum Wiederaufbau beitrugen, waren Rosario Gagliardi und Giovanni Battista Vaccarini.

### Bildende Kunst

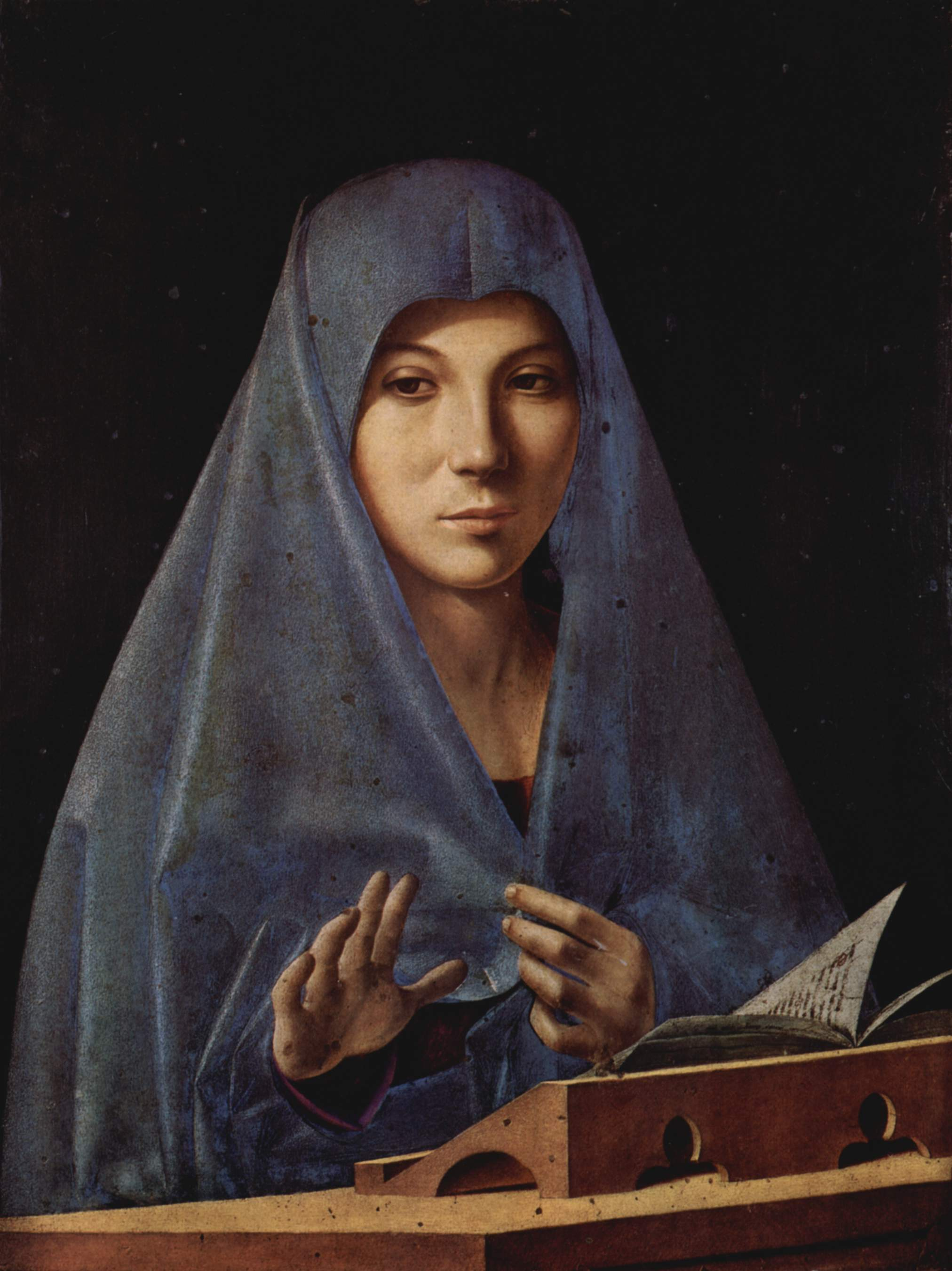
Maria der Verkündigung (Annunciata di Palermo), Antonello da Messina, um 1475

Einer der wichtigsten sizilianischen Bildhauer war Antonello Gagini. Er schuf religiöse Figuren im Stil der Renaissance, unter anderem für die Kathedrale von Palermo und die Kathedrale von Messina. Hier sind Skulpturen des Renaissancebildhauers Rinaldo Bonanno zu sehen.
Weit über die Grenzen Siziliens hinaus bekannt wurde im 15. Jahrhundert der Maler Antonello da Messina. Er trug entscheidend zur Verbreitung der Ölmalerei in Italien bei und seine Werke werden heute in Museen in ganz Europa ausgestellt. Zu seinen Nachfolgern zählen die Renaissancemaler Antonello de Saliba, Pietro de Saliba und Antonio Giuffrè, deren Gemälde heute vorwiegend in Kirchen und im Museo Regionale di Messina ausgestellt werden. Hier befinden sich die Hauptwerke von Girolamo Alibrandi, dem Raffaello da Messina, und das Fragment einer Kreuzabnahme des flämischen Malers Colijn de Coter.
Ein bedeutender Maler des 17. Jahrhunderts war Pietro Novelli, der sich vorwiegend religiösen Motiven widmete. Ihm folgten Nicola van Houbraken und Giovanni Tuccari, der wichtigste Vertreter der sizilianischen Barockmalerei. Im 20. Jahrhundert erlangten der Bildhauer Pietro Consagra und Renato Guttuso, ein Maler des Realismus, internationalen Ruhm.

### Literatur

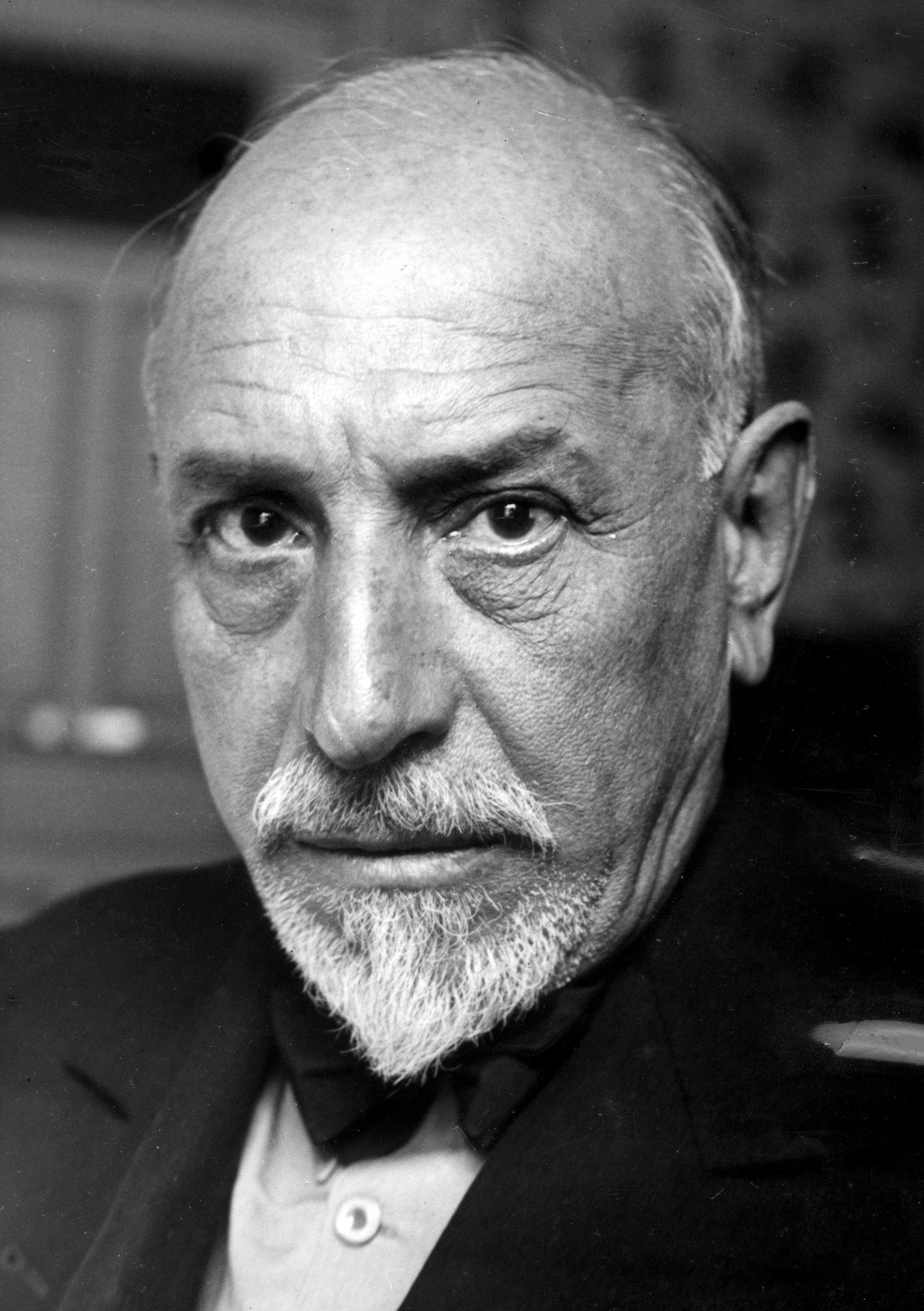
Luigi Pirandello

### Film
Sowohl die Literatur als auch die Landschaften und die Menschen Siziliens inspirierten zu einer Reihe international erfolgreicher und mehrfach prämierter Filme.
Zwei berühmte Literaturverfilmungen stammen von Luchino Visconti. Im Jahre 1948 drehte er nach der Romanvorlage I Malavoglia von Giovanni Verga den neorealistischen Film Die Erde bebt. Er schildert das Leben in einem verarmten Fischerdorf nahe Catania in den Nachkriegsjahren. Im Jahre 1963 drehte Visconti den Film Der Leopard nach dem gleichnamigen Roman von Giuseppe Tomasi di Lampedusa. Er thematisiert den Untergang des sizilianischen Adels um Palermo.
Unter der Regie von Michael Cimino entstand 1987 der Spielfilm Der Sizilianer, der sich an einer gleichnamigen Romanvorlage von Mario Puzo orientiert und die Lebensgeschichte des Banditen und Mafioso Salvatore Giuliano schildert. Giulianos Leben wurde bereits 1961 von Francesco Rosi unter dem Titel Wer erschoss Salvatore G.? verfilmt. Rosis dokumentarischer Spielfilm setzt sich sehr kritisch mit dem Thema Mafia auseinander wie auch der „Anti-Mafia-Film“ 100 Schritte aus dem Jahr 2000 über den Politiker Giuseppe Impastato.
Auf den Liparischen Inseln entstand 1949 Roberto Rossellinis Film Stromboli, der das karge Leben der Inselbewohner und die ständig drohende Gefahr eines Vulkanausbruchs zum Inhalt hat. Auch der Film Der Postmann von Michael Radford aus dem Jahr 1994 spielt auf den Liparischen Inseln.
An verschiedenen Drehorten in Sizilien, unter anderem in Palermo, Cefalù und Palazzo Adriano, entstand unter der Regie von Giuseppe Tornatore 1988 der Film Cinema Paradiso über die Menschen eines kleinen sizilianischen Dorfes, ihres Kinos und die ersten Tage des Tonfilms.
Auf den Pelagischen Inseln drehte Emanuele Crialese 2002 den Film Lampedusa. Er zeigt das Leben und die Traditionen der Inselbewohner. Sein Film Golden Door aus dem Jahr 2006 beinhaltet das Schicksal sizilianischer Auswanderer nach New York zu Beginn des 20. Jahrhunderts.
Im Jahre 2011 nahm sich Crialese mit Terraferma der italienischen Flüchtlingspolitik an und verfilmte das Leben einer Frau aus der Subsahara, die auf ihrem Weg zum europäischen Festland auf Lampedusa strandet. Der Dokumentarfilm Seefeuer von Gianfranco Rosi aus dem Jahre 2016 zeigt ebenfalls das Leben auf der Insel, die zunehmend Ziel afrikanischer Flüchtlinge wird.

### Musik

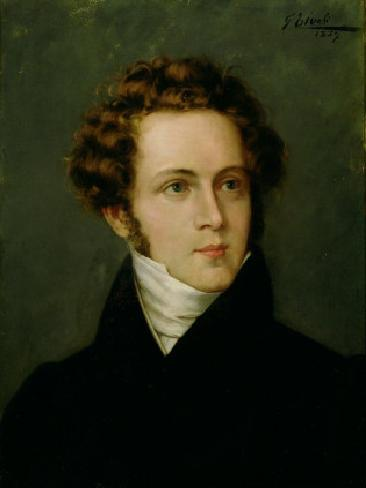
Vincenzo Bellini

In der klassischen Musik sind zwei für die Musikgeschichte bedeutsame Komponisten aus Sizilien zu nennen. Der Palermitaner Alessandro Scarlatti schuf für seine zahlreichen Opern eine neue Form der Einleitung, die Sinfonia. Diese Form wurde bald von anderen Opernkomponisten übernommen und führte schließlich zur Entwicklung der klassischen Sinfonie. Der Catanese Vincenzo Bellini erreichte mit seinen Opern Weltruhm. Zu seinen herausragenden Werken gehören La Sonnambula, Norma und I puritani. Ihm zu Ehren heißt Catanias größtes Opernhaus Teatro Massimo Bellini.
Auch die Volksmusik spielt bis heute eine wichtige Rolle. Es sind über 5000 Volkslieder in sizilianischer Sprache bekannt. Begleitet werden sie von einfachen Instrumenten wie dem marranzanu, einer Maultrommel, dem tambureddu, einer einfelligen Rahmentrommel mit Schellenkranz, der friscalettu, einer kleinen aus Bambus oder Schilf gefertigten Flöte und der ciaramedda, einer Art Dudelsack. Weitere Begleitinstrumente sind Gitarre (chitarra), Mandoline (mandolino) oder Akkordeon (organetto). Traditioneller Volkstanz auf Sizilien ist die Tarantella.
Vor allem in Sizilien erhielt sich die besondere Liedform canzone, ein Wechselgesang zwischen Instrument und Stimme. Der sizilianische Gesang, aber auch die volkstümlichen Instrumente sind dabei stark orientalisch beeinflusst.

### Theater

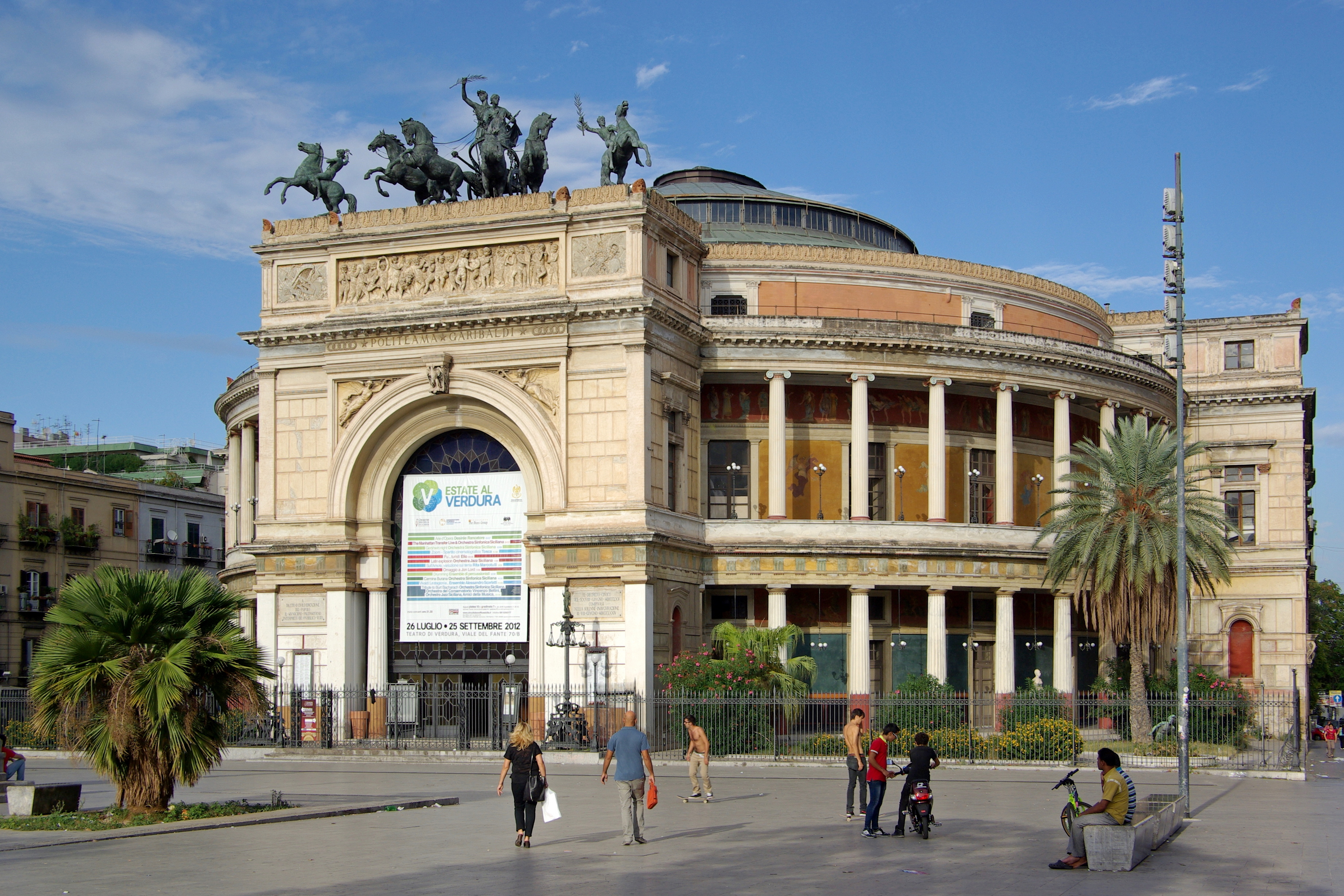
Teatro Politeama

In Palermo befindet sich Siziliens größtes Opernhaus, das Teatro Massimo. Es wurde Ende des 19. Jahrhunderts erbaut und bietet Platz für rund 1300 Zuschauer. Weitere bedeutende Theater sind in Palermo das Teatro Politeama, Sitz des sizilianischen Sinfonieorchesters, in Catania das Teatro Massimo Bellini und in Messina das Teatro Vittorio Emanuele II. Auch die antiken Theater werden für Schauspiel-, Musik- und Tanzaufführungen oder Filmfestivals genutzt.

### Museen
Zu den größten archäologischen Museen zählen das Museo Archeologico Regionale Antonino Salinas in Palermo mit Fundstücken aus dem Westteil Siziliens und das Museo Archeologico Regionale Paolo Orsi in Syrakus, das die Geschichte des Ostteils dokumentiert.
Das umfangreichste Kunstmuseum ist die Galleria Regionale della Sicilia in Palermo. Weitere Werke sizilianischer Maler und Bildhauer befinden sich im Museo Regionale di Palazzo Bellomo in Syrakus und im Museo Regionale di Messina. Umfangreiche kulturhistorische und ethnografische Sammlungen befinden sich in Palermo im Museo Etnografico Siciliano Giuseppe Pitrè und im Museo Internazionale delle marionette Antonio Pasqualino.

### Kunsthandwerk
Im sizilianischen Kunsthandwerk spielt die Herstellung farbenfroh glasierter Keramik eine wichtige Rolle. Das bedeutendste Zentrum der Keramikherstellung ist Caltagirone, weitere Herstellungsschwerpunkte liegen in Palermo, Sciacca, Burgio und Santo Stefano di Camastra.

### Brauchtum

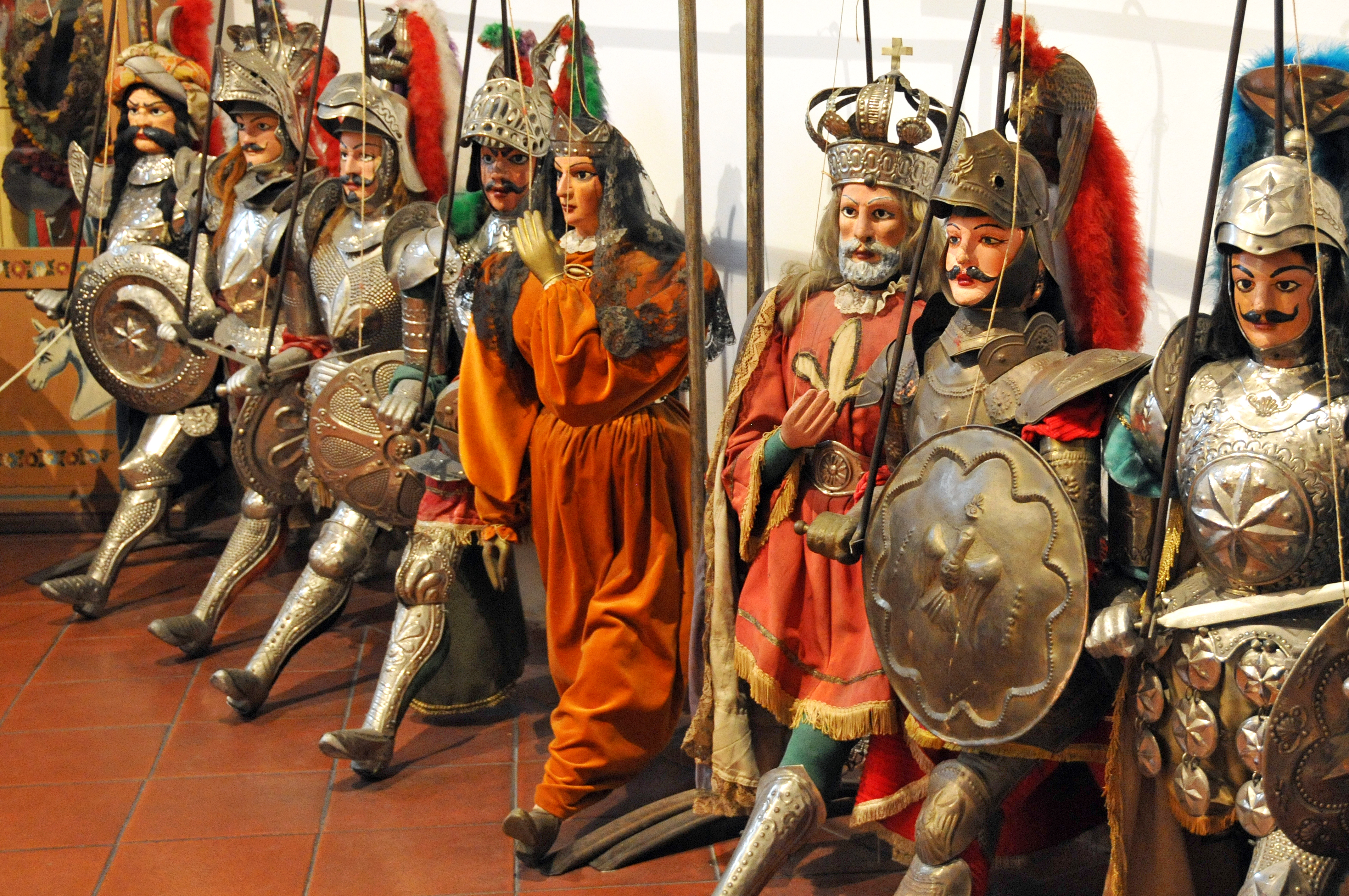
Sizilianische Marionetten

In der ersten Hälfte des 19. Jahrhunderts entwickelte sich aus der Tradition der Straßensänger das Sizilianische Marionettentheater. Das Puppenspiel mit aufwendig gestalteten Marionetten wird vor allem in den größeren Städten bis heute aufgeführt. 2001 wurde es von der UNESCO in die Liste der Meisterwerke des mündlichen und immateriellen Erbes der Menschheit aufgenommen.
Bis Mitte des 20. Jahrhunderts waren die Sizilianischen Karren, kunstvoll bemalte und mit Schnitzereien verzierte Holzkarren, übliches Transportmittel auf der Insel. Heute werden mit diesen Karren jährlich im April große Umzüge veranstaltet.
Eine wichtige Rolle spielen auf Sizilien religiöse Ereignisse. Zu den Höhepunkten im Kirchenjahr zählen bei der überwiegend römisch-katholischen Bevölkerung die Karfreitagsprozessionen. Vor allem Marsala, Enna und Trapani sind bekannt dafür. Ähnliche Umzüge finden zu Ehren der zahlreichen Schutzheiligen statt, die auf Sizilien verehrt werden. Die wichtigsten Feierlichkeiten dieser Art sind das Fest der Heiligen Rosalia in Palermo, der Heiligen Agata in Catania und der Heiligen Lucia in Syrakus.

### Küche

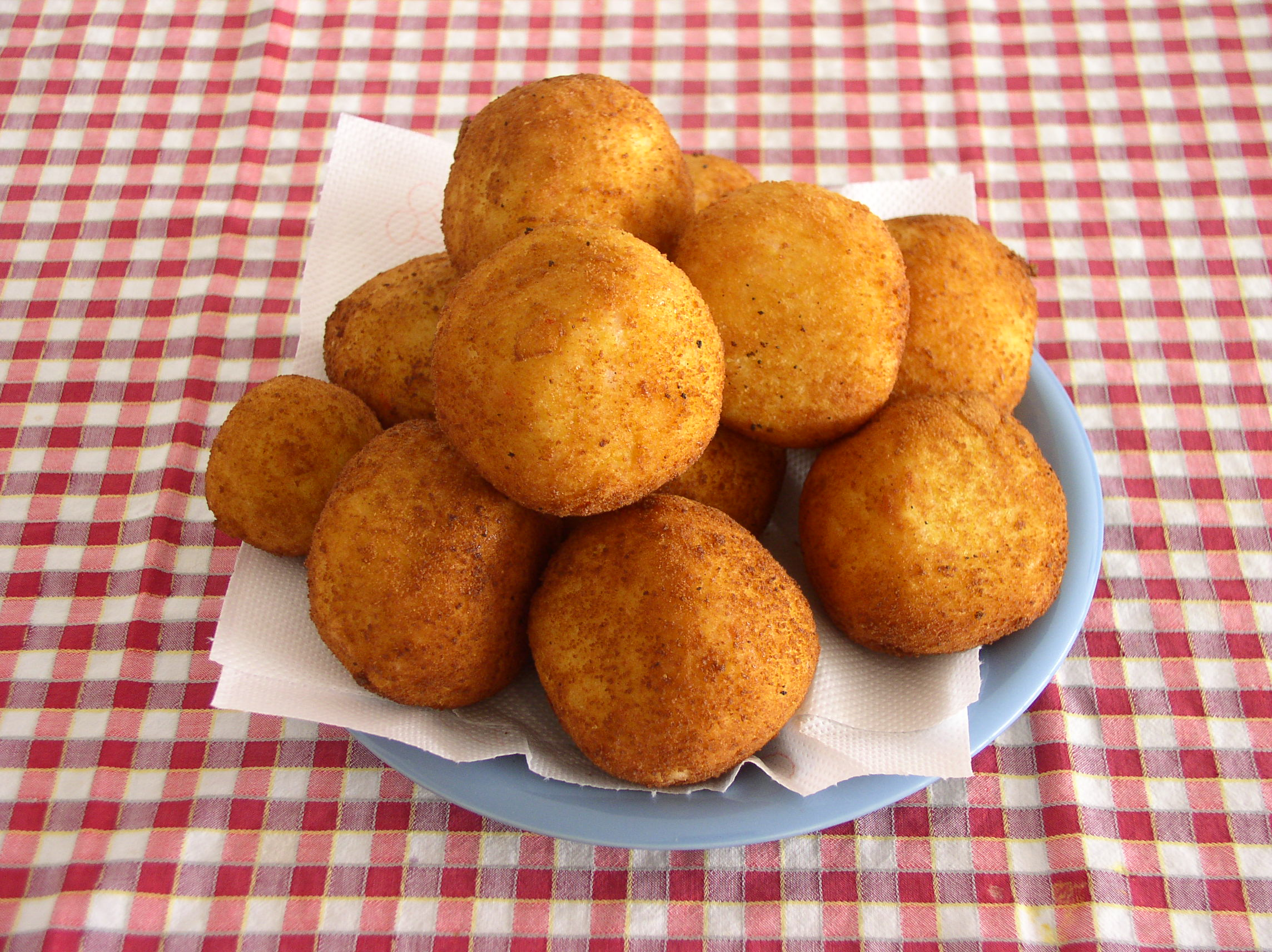
Arancini aus Palermo

Die sizilianische Küche zählt zu den ältesten und vielseitigsten Regionalküchen Italiens.
Typische Vorspeisen bzw. Zwischenmahlzeiten sind Arancini, kleine gefüllte Reisbällchen, oder Sfincione, eine Art Pizza. Typische Nudelgerichte sind Pasta con le sarde und Pasta alla Norma, benannt nach einer Oper Vincenzo Bellinis. Zu besonderen Fleischgerichten, die eher im Inselinneren auf den Tisch kommen, zählt der Farsu magru. In den Küstenregionen wird vorwiegend Fisch zubereitet, ein typisches Fischgericht sind die Sarde a beccafico. Sizilianische Käsesorten sind der Ragusano (meist nur als Caciocavallo bezeichnet) und der Pecorino Siciliano.
Eine besondere Rolle spielen auf Sizilien Süßspeisen, deren Rezepte oft aus arabischer Zeit stammen. Dazu zählen die Cassata, eine farbenfroh dekorierte Torte, die Frutta martorana, Früchte aus Marzipan, die Cannoli, mit Ricottacreme gefüllte Teigrollen und die Granita, eine sorbetähnliche Kaltspeise.

### Sport
Wie überall in Italien ist auf Sizilien der Fußball die beliebteste Sportart. Lange Zeit waren die sizilianischen Mannschaften jedoch nicht in der Serie A vertreten. Nach den Aufstiegen von US Palermo und FC Messina schaffte es auch Catania Calcio als dritte sizilianische Mannschaft in die höchste Liga. Der FC Messina und Catania Calcio stiegen seither wieder ab.
Der Fußballverband Siziliens (Sicilia Football Association, kurz Sicilia F.A.) und die Sizilianische Fußballauswahl sind seit Juni 2021 Mitglied der CONIFA.
Neben Fußball werden viele andere Sportarten betrieben, teilweise im professionellen Bereich. Beispiele für hochklassige Vereine sind der in mehreren Sportarten vertretene CUS Catania, der Basketballclub Orlandina Basket, die Wasserballvereine Canottieri Ortiga (Syrakus) und Nuoto Catania sowie der Verein Associazione Sportiva Orizzonte Catania, der einer der erfolgreichsten italienischen Vereine im Damenwasserball mit 23 gewonnenen Meisterschaften und acht europäischen Pokalen ist.
Auf den Bergstraßen im Inselinneren wird jährlich die Rallye Targa Florio veranstaltet, die im Jubiläumsjahr 2006 zum 90. Mal stattfand. Weitere internationale Sportereignisse sind Pferderennen in Palermo und eine Unterwassersportschau auf der Insel Ustica. Eine Besonderheit stellen die Skipisten auf dem Ätna dar, die es ermöglichen, in einer der sonnigsten Regionen Europas alpinen Skisport zu betreiben.

## Umwelt

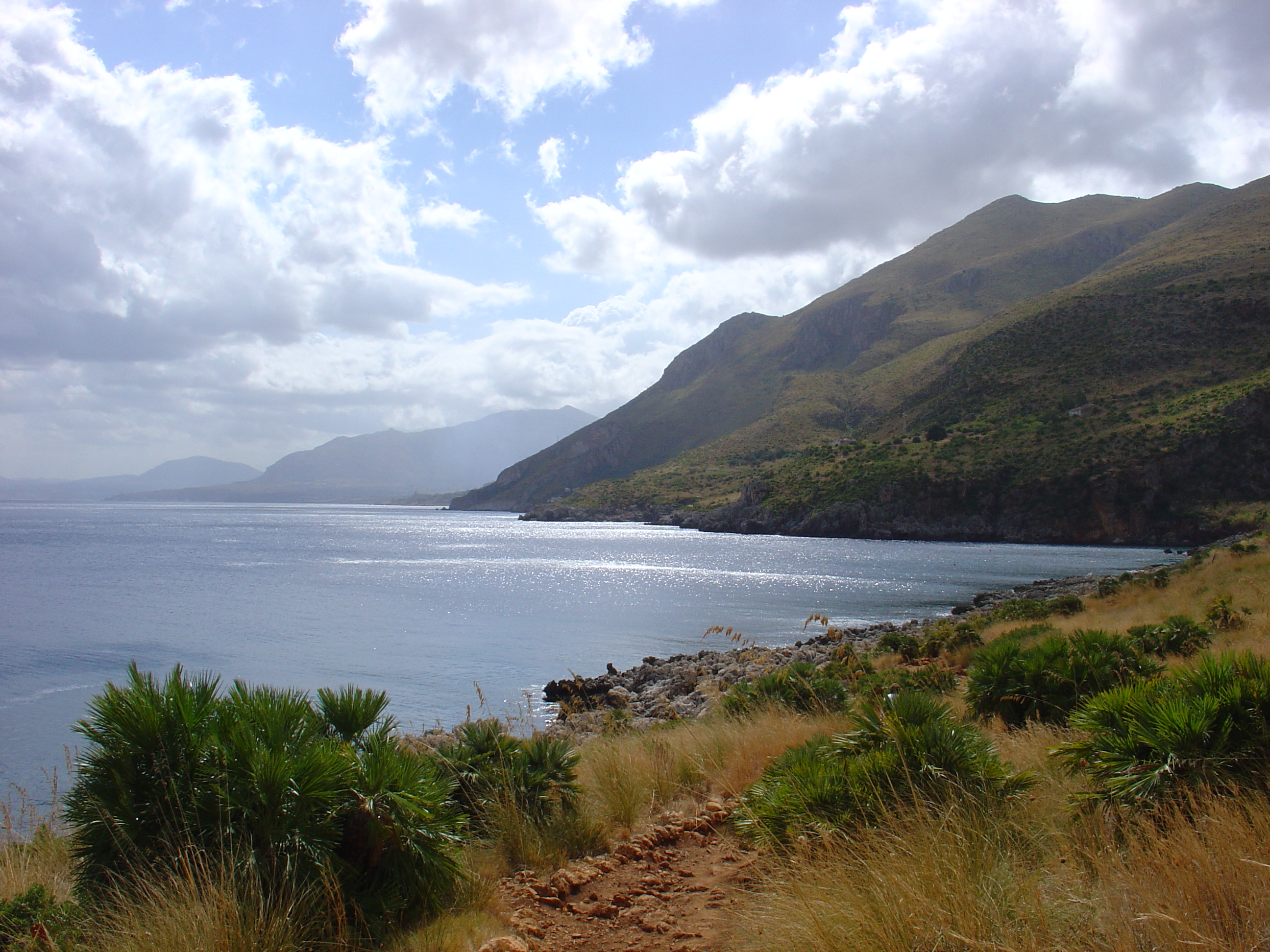
Riserva naturale orientata dello Zingaro

Durch die jahrhundertelange Rodung der Wälder verloren die ursprüngliche Fauna und Flora Siziliens an Lebensraum. Veraltete Industrieanlagen führen zu Luft-, Wasser- und Bodenverschmutzung. Illegal errichtete, oft unfertige Betonbauten und wilde Müllhalden stören das Landschaftsbild.
Seit den 1980er Jahren wächst das Bewusstsein für die Umwelt. Mit der Anpflanzung rasch wachsender Arten wie Eukalyptus wird versucht, der Abholzung und den Folgen für Boden und Wasserhaushalt entgegenzuwirken. Es gibt inzwischen fünf Regionalparks, knapp 70 Naturschutzgebiete und sechs Meeresschutzgebiete.
Als erster großer Regionalpark wurde 1987 der Parco dell’Etna mit einer Größe von knapp 60.000 ha geschaffen. Ihm folgten 1989 der Parco delle Madonie, 1993 der Parco dei Nebrodi und 2001 der Parco Fluviale dell’Alcantara. Der Parco dei Nebrodi ist mit 86.000 ha einer der größten Naturschutzparks Europas.
Das erste Naturschutzgebiet Siziliens, die Riserva naturale orientata dello Zingaro wurde 1981 eingerichtet. Um die Meeresfauna zu erhalten, wurde eine Reihe von Unterwassernaturschutzgebieten angelegt, als erstes die Riserva naturale marina Isola di Ustica. Einige Strände sind mit der Blauen Flagge, dem Gütesiegel für hohe Wasserqualität, ausgezeichnet.
Seit Beginn des 21. Jahrhunderts stehen 227.000 ha, das sind knapp 9 % der Fläche Siziliens, unter Naturschutz. Allerdings nimmt der Wassermangel zu – seit 2003 ist die Regenmenge um 40 % zurückgegangen –, die Durchschnittstemperatur steigt ebenso an, wie die Extreme (2021: 48,8 °C). Im Mai 2024 wurde der Notstand ausgerufen, die wasserbedürftige Anpflanzung von Avocados, Mangos und Papayas führt zu Konflikten um das Wasser, erstmals wird Kaffee auf der Insel angebaut. Einem Drittel der Insel droht bis 2030 die Verwüstung.